# Rocca Montanina
Rocca Montanina o La Montanina è una frazione del comune di Castiglion Fiorentino, in provincia di Arezzo. 
Posta 5 km a est dal capoluogo comunale, sorge in prossimità dell'omonimo monte che ospitava un castello, di cui sono visibili solo i resti. È costituita dal villaggio, ora praticamente disabitato, di San Lorenzo alla Montanina.
Il toponimo, secondo un'antica leggenda riportata anche dal Ghizzi, sembrerebbe aver origine da una fanciulla bellissima della famiglia Tarlati (a cui appartenne il castello), chiamata da tutti la bella montanina.
Fino al novembre del 1774 fu comune a sé stante, che si estendeva su parte della Val di Chio e sui territori che si affacciano sul torrente Nestore, affluente del Tevere. Esso, oltre a San Lorenzo, comprendeva anche i borghi di Querceta e Valuberti.
Il villaggio di San Lorenzo, raggiungibile dalla strada provinciale della Val di Chio, ospita un eremo, già chiesa parrocchiale, aperto al culto.

## Castello della Montanina

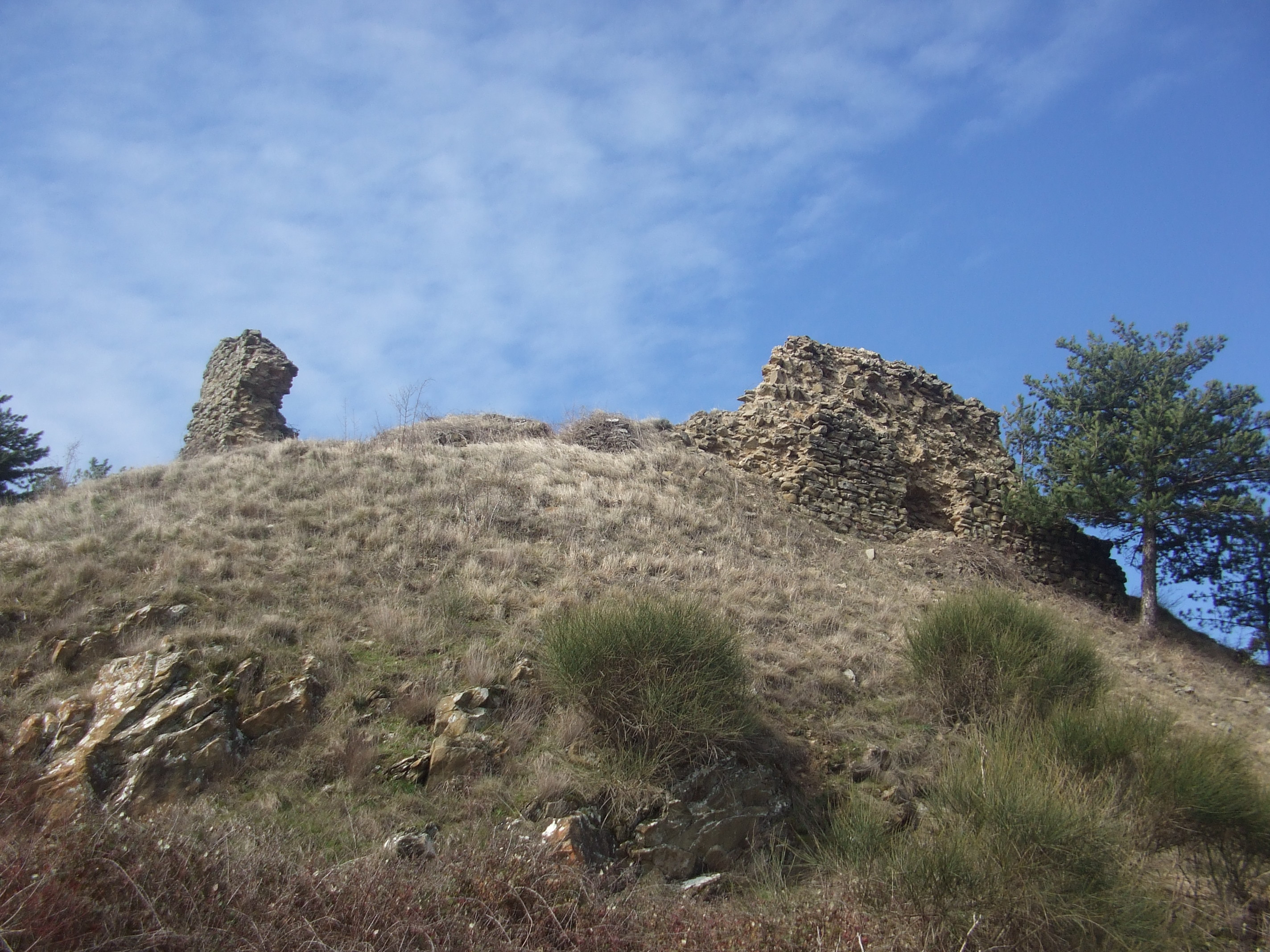
Cinta muraria della Rocca Montanina - vista da sud est

Il castello, attestato dal 1117, si trovava presso la vetta del monte denominato Rocca Montanina (672 m s.l.m.), in posizione strategica per il controllo del valico tra la val di Chio e quella del torrente Nestore.
Il castello nel 1298 venne conquistato dai fiorentini; nel 1307 vi abitavano sei famiglie. In seguito divenne proprietà dei Tarlati di Pietramala, quindi fece parte di Perugia per tre anni. Tornato ai Tarlati, venne nuovamente ceduto a Firenze nel 1384. Durante il XV secolo fu governato dai Sei di Arezzo. Nel 1425 fu ordita una congiura per consegnarlo ai Visconti di Milano, ma questa non riuscì. L'autore del complotto, tal Michele di Simone di Giovanni, venne scoperto ed arrestato. Processato, fu decapitato davanti alle mura della rocca. Nel 1516, essendo diminuita la sua importanza, il castello fu abbandonato. Nella seconda metà del Cinquecento la torre e le mura erano già in rovina; le costruzioni ospitavano malfattori e briganti che effettuavano le loro scorrerie nella zona. Nella seconda metà dell'Ottocento venne smantellata l'ultima porzione della torre maggiore. Si conservano solo pochi resti delle mura e una piccola parte della torre.
La forma del castello è riportata in un disegno del 1750 eseguito dal pievano di Montecchio don Antonio Vincenzo Meucci, basato su come si presentava il rudere allora (ancora in discreto stato). La cinta muraria aveva una forma ottagonale leggermente schiacciata con quattro torri lungo il perimetro. La più grande di esse ospitava l'ingresso principale, protetto da una robusta saracinesca; in cima a detto torrione vi era probabilmente la campana del castello, che fu venduta nel 1540. All'interno vi erano dieci abitazioni a più piani, attaccate alla cinta muraria ad esclusione della casa del castellano, probabilmente al centro del forte. Inoltre v'erano un forno ed un mulino.
I ruderi della rocca si trovano in un luogo di difficile accesso, raggiungibile comunque con l'automobile. Dalla val di Chio si imbocca la comunale per il paese di Santo Stefano e si prosegue l'antica strada di valico, percorribile agevolmente fino all'ottocentesca casa di Caldesi (chiamata anche Osteria: infatti fino all'anteguerra vi era un negozio di alimentari), dopo di che una strada in terra battuta conduce ai resti del castello.

## Eremo e borgo di San Lorenzo alla Montanina

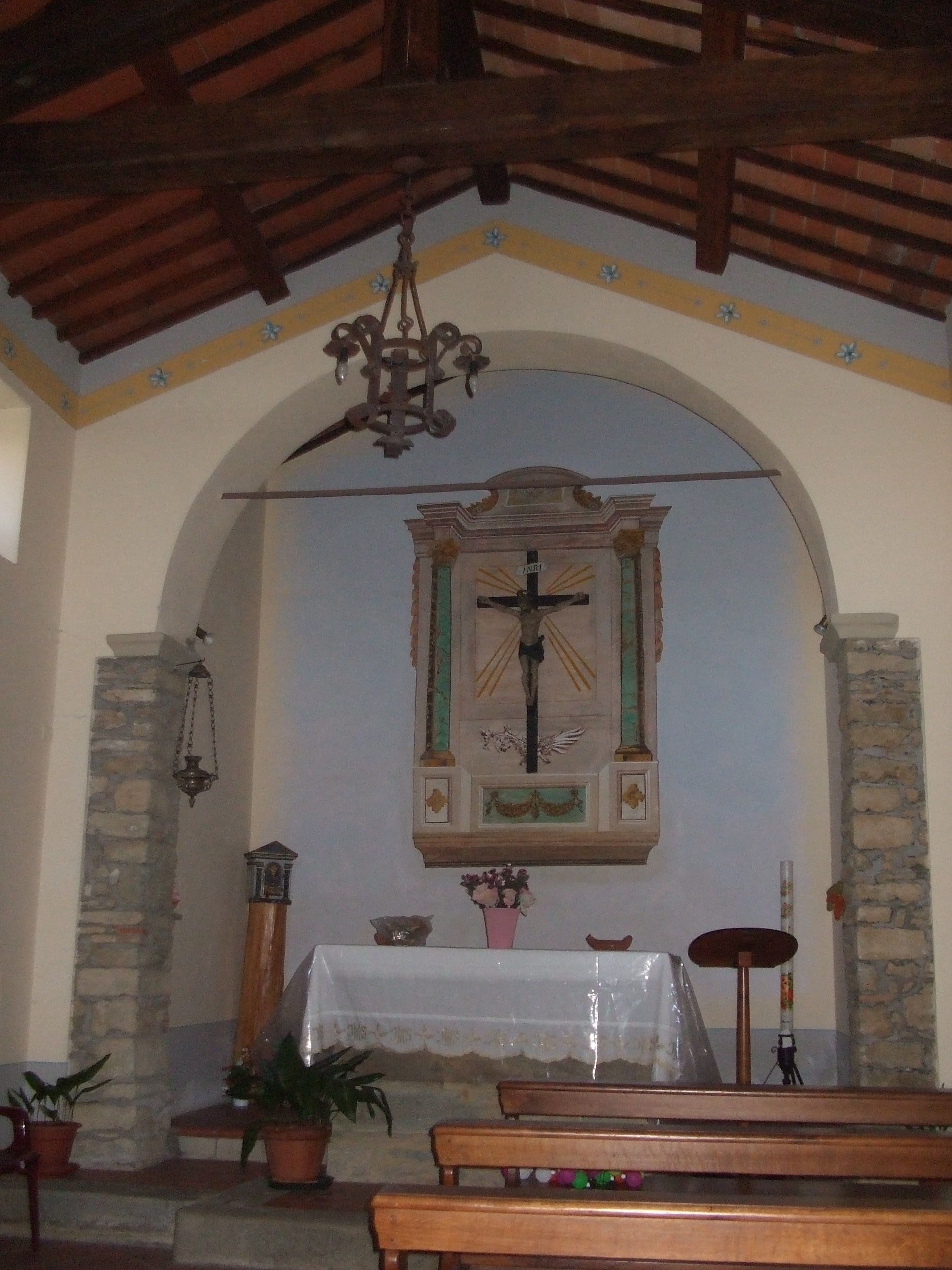
Interno della chiesa di San Lorenzo alla Montanina

Il romito eremo di San Lorenzo ha origini molto antiche. Già prima dell'anno Mille esisteva un edificio sacro dedicato a San Biagio; nel 1302 questo risultava suffraganeo della Pieve di Santa Maria a Chio. Nel 1379 al titolo di San Biagio venne aggiunto quello di San Lorenzo, che in seguito sostituì il primo; nel frattempo venne costruito attorno un piccolo gruppo di case. Il borgo veniva chiamato San Lorenzo oppure San Lorenzo alla Montanina o semplicemente Montanina.
Nel Cinquecento borgo e chiesa decaddero e divennero oggetto di scorribande, ma il sito riacquistò splendore dopo il Seicento. Nel 1745 la Montanina contava 148 abitanti, che divennero 98 nel 1833 e 102 nel 1845. La parrocchia ha cessato di esistere nel 1987 quando è stata inglobata in quella della Pieve di Chio. La chiesa è stata restaurata e tutto il borgo è stato ristrutturato in modo da ospitare chi si reca alla chiesa, ormai considerata eremo a causa della remota locazione, per un ritiro spirituale.
La chiesa, in pietra toscana ed a una sola navata,  presenta una facciata molto semplice, sovrastata da un minuscolo campanile a vela con due campane non elettrificate.
L'interno è costituito da un piccolo vano, che termina nel presbiterio dove è elevato l'altare maggiore. Sulla sinistra un altare secondario, decorato con stucchi tardo barocchi, è sormontato da una nicchia che ospita una statua della Beata Vergine Maria.

## Querceta

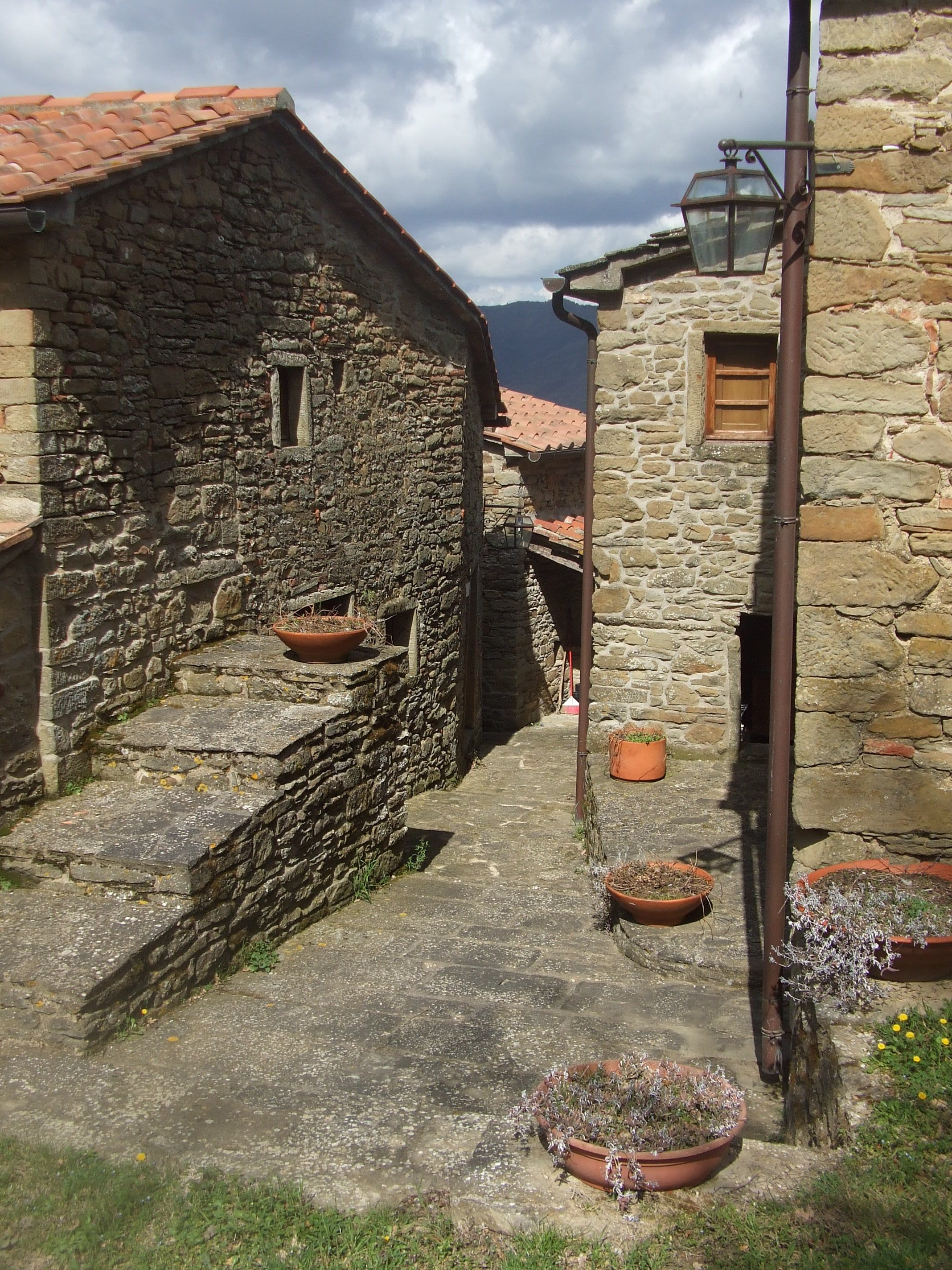
Villaggio di Querceta di sotto

Poco al di sotto dell'eremo di San Lorenzo è situato il villaggio della Querceta, che consta di due parti: Querceta di sotto e Querceta di sopra. A dispetto dei nomi, il primo si trova a circa 450 m s.l.m., mentre il secondo è ad un'altitudine di 503 m s.l.m.
Querceta di sopra consta di una vecchia abitazione colonica con due annessi, che è proprietà privata. Si accede al villaggio tramite una strada sterrata che inizia dalla provinciale della Val di Chio e, passando attraverso olivi e boschi in contrada detta il Tamburo, giunge al piccolo borgo.
Il villaggio di Querceta di sotto, più interessante, è costituito da più abitazioni, tutte restaurate, che appartengono a famiglie straniere che in estate soggiornano nel minuscolo borgo. Gli antichi abitanti del villaggio, detti quercetini, sono emigrati a valle da molti anni rendendo disabitato il piccolo paesello.
Querceta di sotto è raggiungibile con la macchina attraverso uno sterrato che conduce all'eremo di San Lorenzo, oppure a piedi attraverso un sentiero che si snoda tra oliveti e boschi a partire dalla casa dei Caldesi e, attraversando il fosso della Montanina, giunge alfine al piccolo villaggio.
Al di sotto della Querceta vi sono le antiche case dette del Castelluzzo e della Gionchetta. Non lontano dall'eremo vi è un'altra casa, denominata Belvedere, la cui posizione domina su tutta la Val di Chio.

## La casa delle Rolle e la Torrinaja

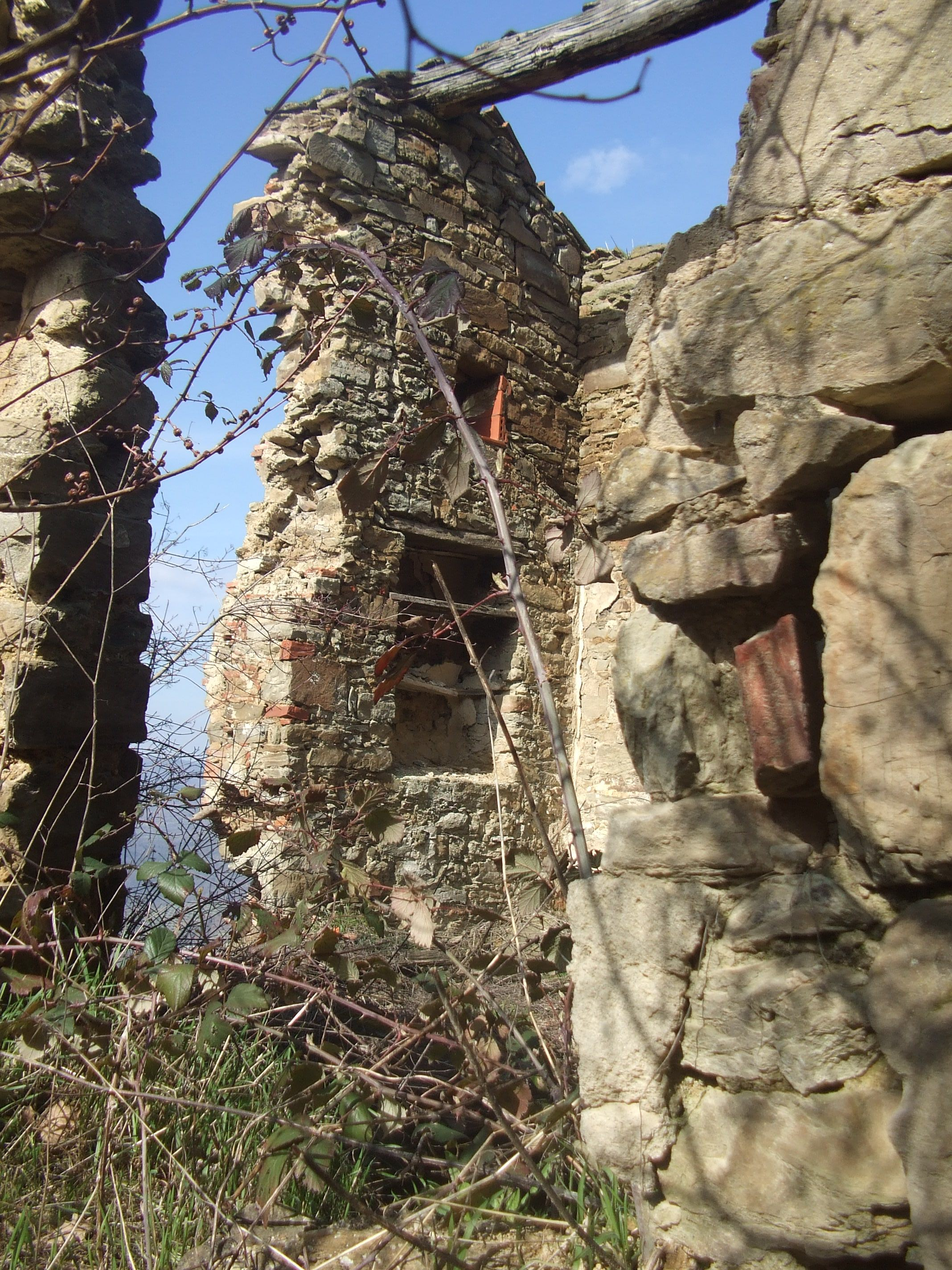
Ingresso della Casa delle Rolle

Dalla Rocca Montanina, proseguendo il sentiero di crinale verso nord, si giunge nei pressi di una boscosa altura denominata Poggio Montanina.
Ai piedi dell'austero colle, vicino alla strada, vi è il rudere di quella che fu la cosiddetta Casa delle Rolle (o Casa le Rolle o Ca' Rolle), la cui posizione domina tutta la val di Chio. La casa, costruzione molto antica, fu per tanto tempo abitata da contadini. Da svariati decenni è abbandonata e ormai diroccata. In pessimo stato di conservazione, è tuttavia ancora recuperabile.
Il nome deriva dal latino Areola, che significa porzione di territorio. Costruita totalmente in pietra toscana, possiede come annessi una resede ed una stalla i cui tetti sono crollati. L'ingresso stesso è reso impraticabile dalla fitta vegetazione che negli ultimi anni ha preso il sopravvento.
Il sito è un ottimo punto panoramico, la cui vista spazia sulla Val di Chio, la Val di Chiana fino a giungere al monte Amiata e alle colline senesi. Alberi e sterpaglie hanno invaso la casa che, posta in un luogo romito e difficilmente raggiungibile, è divenuta ormai un simbolo dell'abbandono delle campagne da parte dell'uomo.
La strada, denominata Strada delle Rolle, prosegue in direzione del poggio Fontanina; poco più avanti della casa si incrocia un sentiero sulla sinistra che, scendendo verso valle, giunge alla casa detta La Torrinaja. Quest'ultima, a differenza della prima, è stata restaurata. Ora usata come casa vacanze, anticamente era abitata, come Le Rolle, da famiglie del posto - i cosiddetti montagnini - i quali vivevano producendo carbone dalle carbonaie e vendendo castagne e altri prodotti del bosco.
Tornando sulla Strada delle Rolle, passato il bivio della Torrinaja, poco più avanti ve n'è un altro sulla destra, dove un sentiero sale fin sulla cima boscosa del Poggio Montanina. Proseguendo ancora dalla strada delle Rolle si giunge al cosiddetto passo del Beccarino dove vi è un incrocio, anticamente segnato con una croce, da dove inizia la strada che conduce a Fonte Molino e a Polvano.
Continuando dritti invece si percorre l'antica Strada di Castellonchio, percorso del Sentiero CAI n. 50, che prosegue verso il monte Corneta e il passo della Foce.

## Chiesa di San Bartolomeo alle Fontanelle

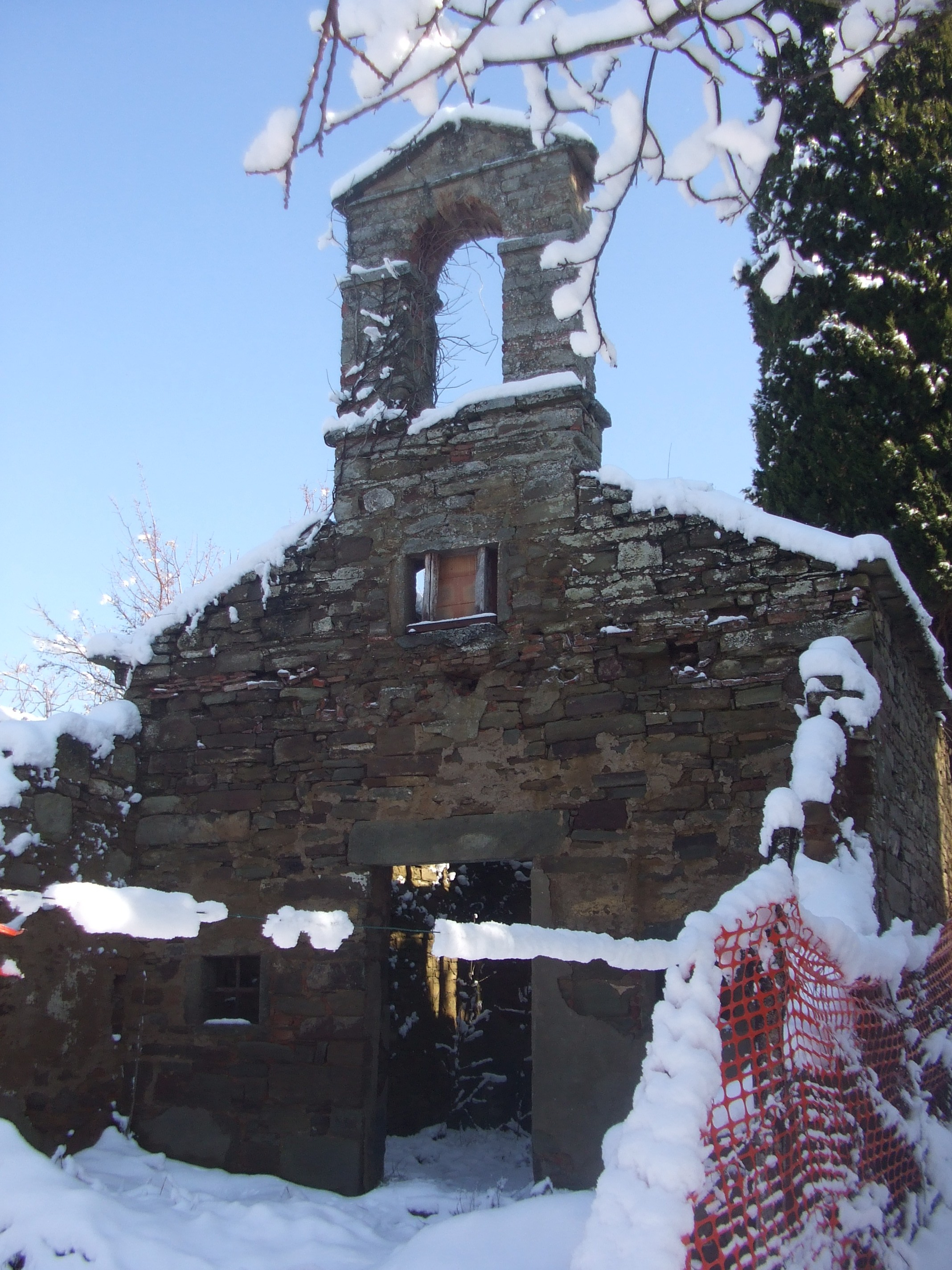
La chiesa di San Bartolomeo d'inverno

Nei pressi della Rocca Montanina, sulla strada provinciale che da Castiglion Fiorentino conduce a Città di Castello, vi sono i ruderi della chiesa di San Bartolomeo alle Fontanelle, detta anche "della Greppa".
La villa di Fontanella viene menzionata nel 1239 nel diploma dell'imperatore Federico, ma allora non aveva una chiesa. Questa invece compare nelle decime del 1302 ed elencata tra le suffraganee della Pieve di Chio. Nella visita pastorale del 1583 venne definita chiesa parrocchiale di libera collazzone. Nel 1745 la popolazione del villaggio delle Fontanelle ammontava a sole 39 unità. Nel 1783 il popolo della chiesa di San Bartolomeo, dapprima parte integrante della Rocca Montanina, viene unito a quello di Sant'Andrea di Petreto.
Nel 1806 la chiesa viene demolita per essere ricostruita di dimensioni più ridotte e privata di sacrestia e canonica. Dal catasto granducale del 1823 risulta che il lotto di proprietà della chiesa è occupato dai seguenti edifici: "casa del lavoratore, forno, resedi, capanna, aia e dalla medesima chiesa". Dal 1879 l'edificio sacro venne usato solo come cappella mortuaria, per poi essere definitivamente abbandonato con lo spopolamento del villaggio. Le condizioni della chiesa si sono ulteriormente aggravate durante gli ultimi decenni, fino a diventare un vero e proprio rudere.
L'edificio, costruito in pietra toscana, ha una facciata semplice sormontata da una vela (priva di campana dal 1879); l'interno è ad una sola navata ed è costituito da un vestibolo seguito dalla chiesa vera e propria. Sul fondo il luogo dove era posto in passato l'unico altare, sul quale vi era un quadro raffigurante una Madonna col Bambino ed accanto i santi Bartolomeo ed Anna.
L'ingresso ad una casa antistante alla chiesa è sostenuto da un architrave su cui è scolpito un curioso disegno di una figura umana orizzontale che stringe la testa di un serpente. Taluni sostengono che il soggetto della scultura sia San Michele Arcangelo che schiaccia la testa al demonio.

## Immagini varie

### Rocca Montanina

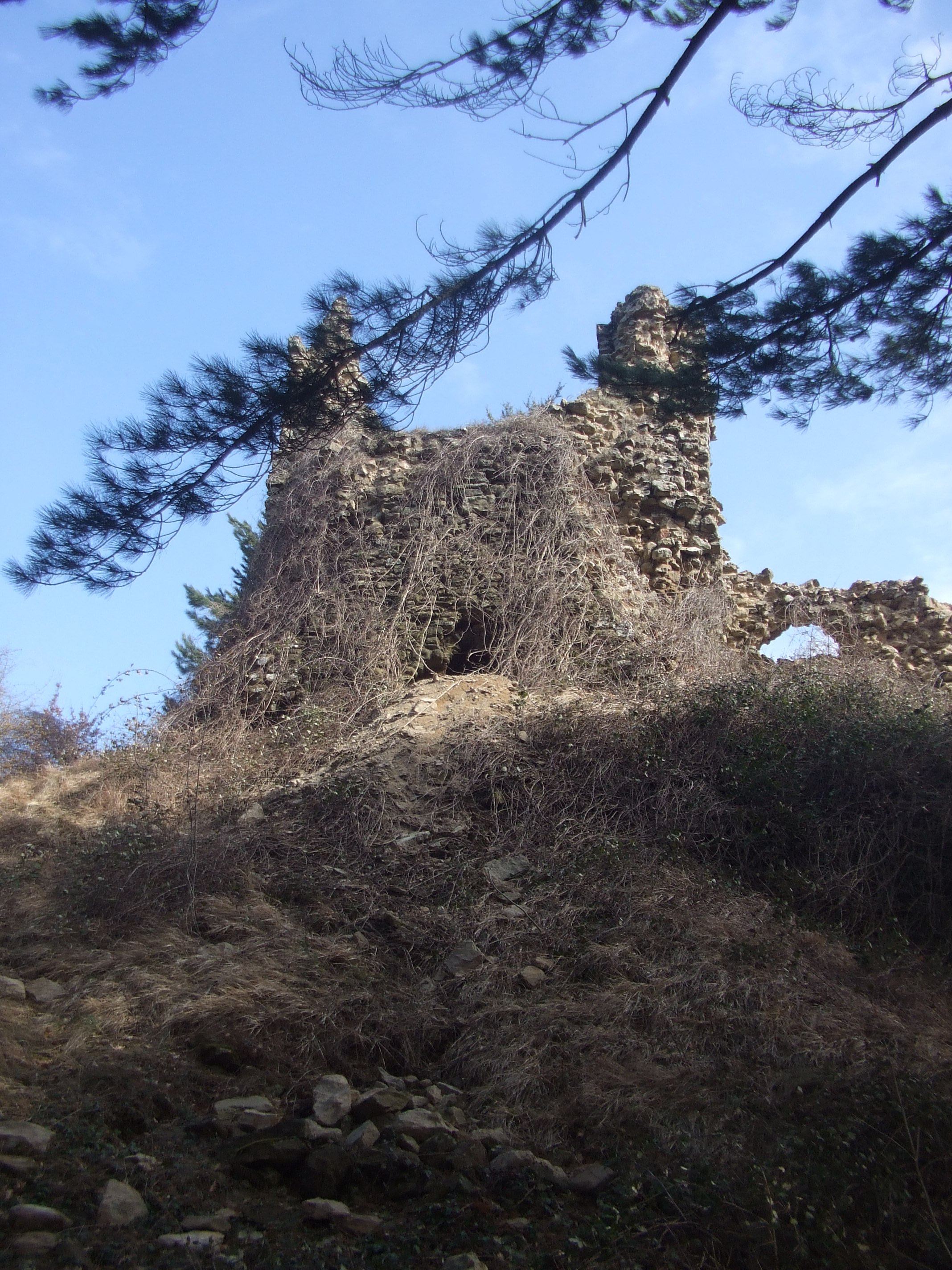
Torrione della Rocca Montanina
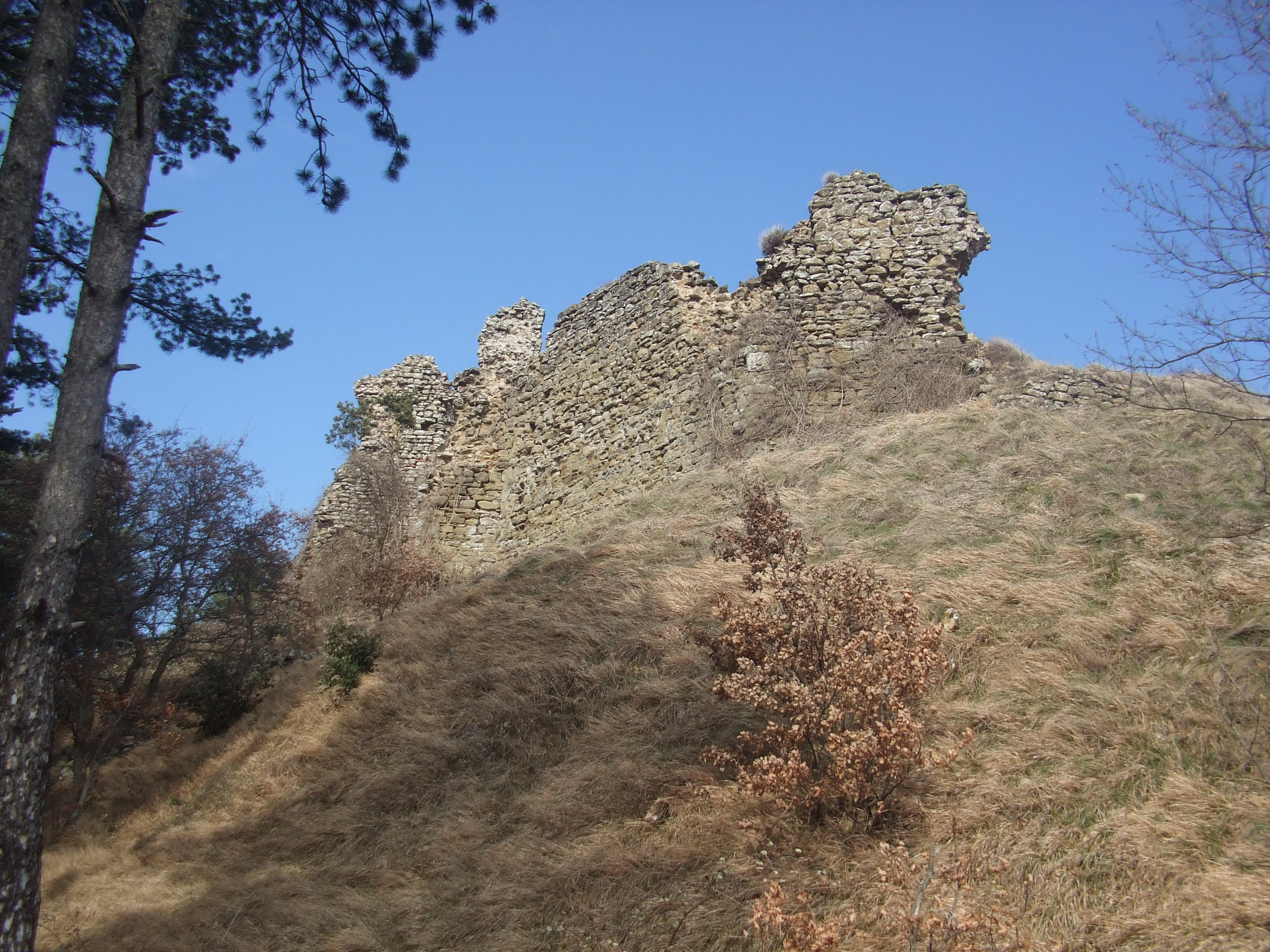
Mura della Rocca Montanina - veduta da est
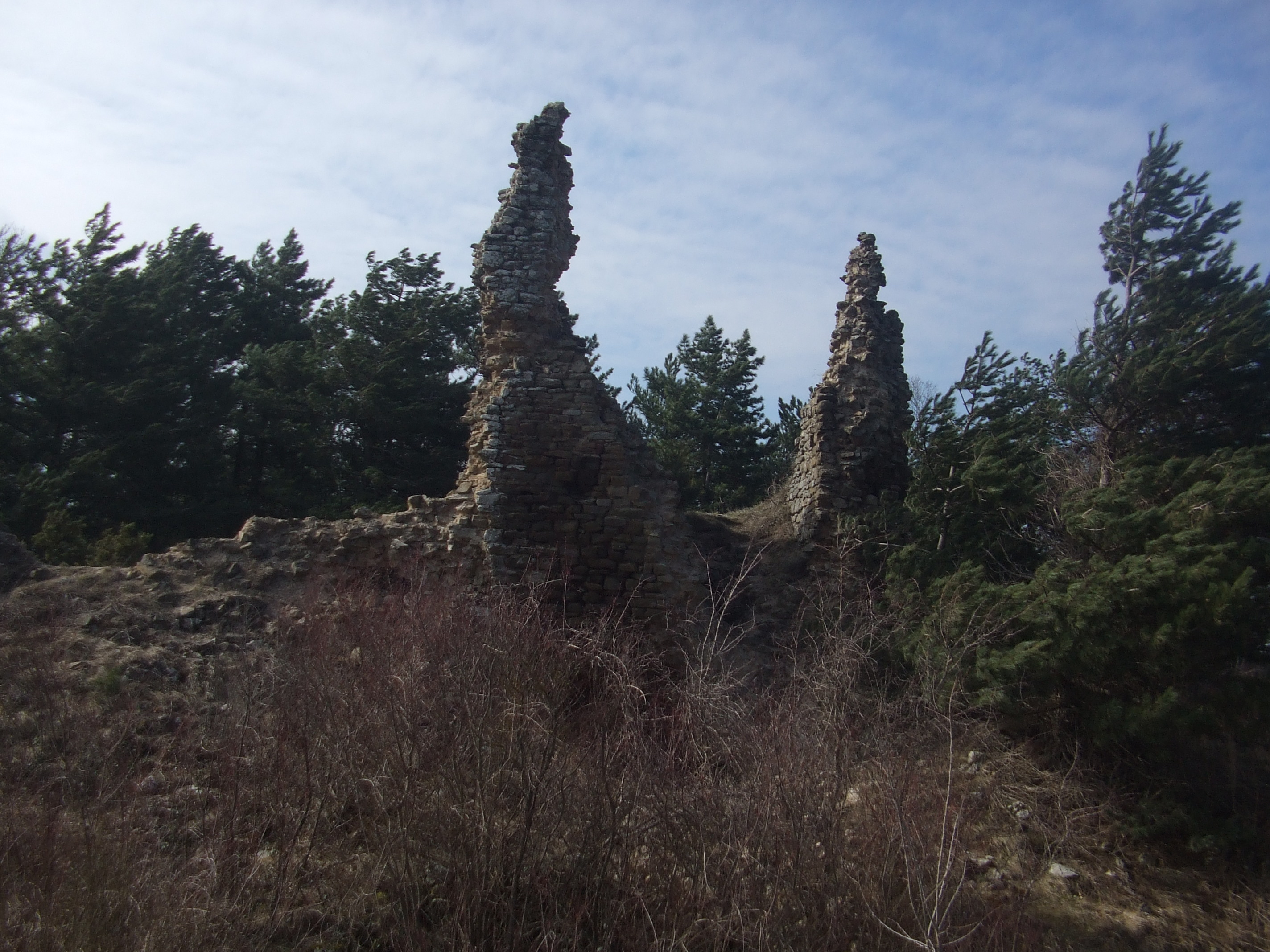
Torre diruta della Rocca Montanina
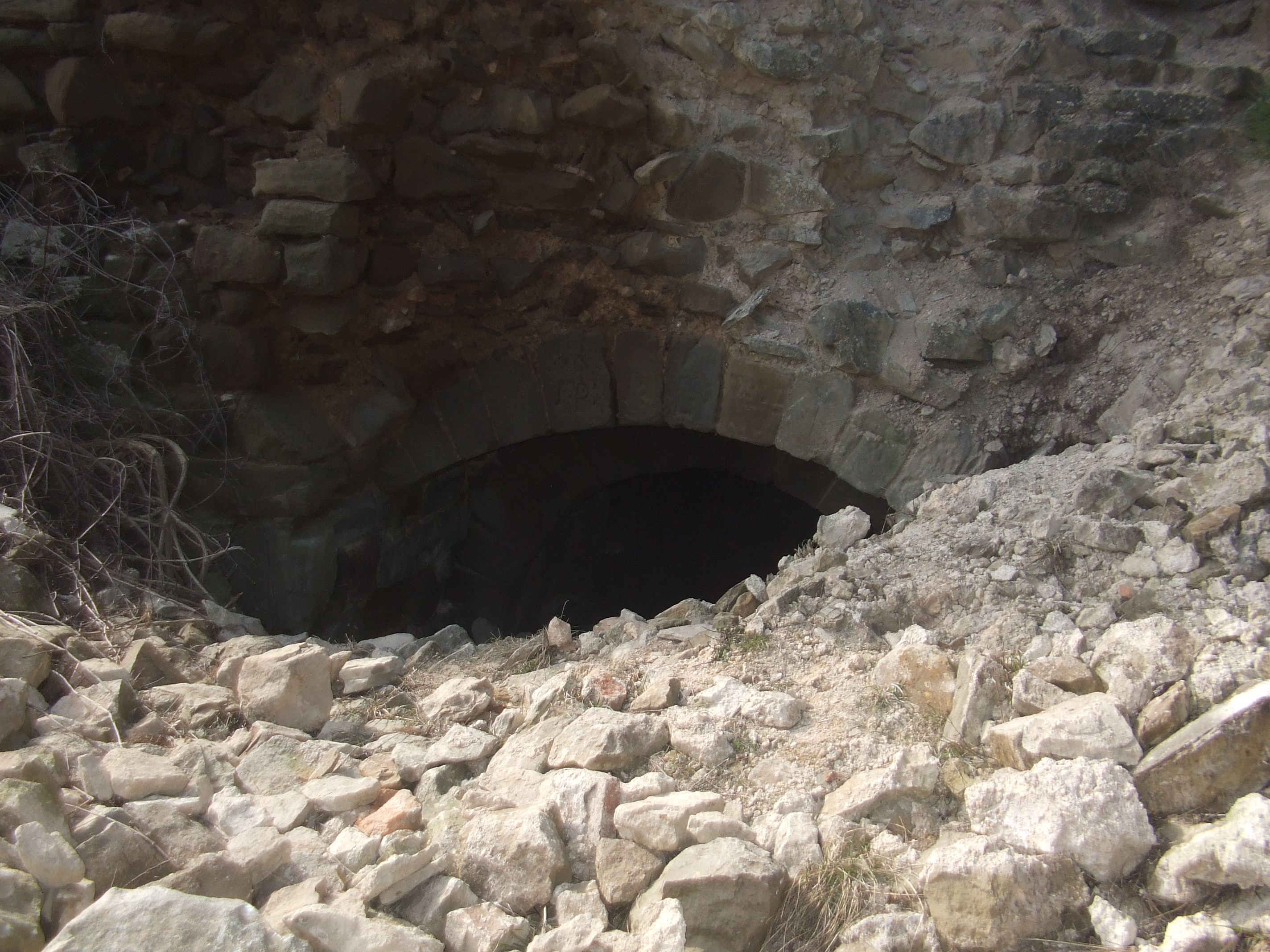
Particolare dei ruderi della Rocca Montanina
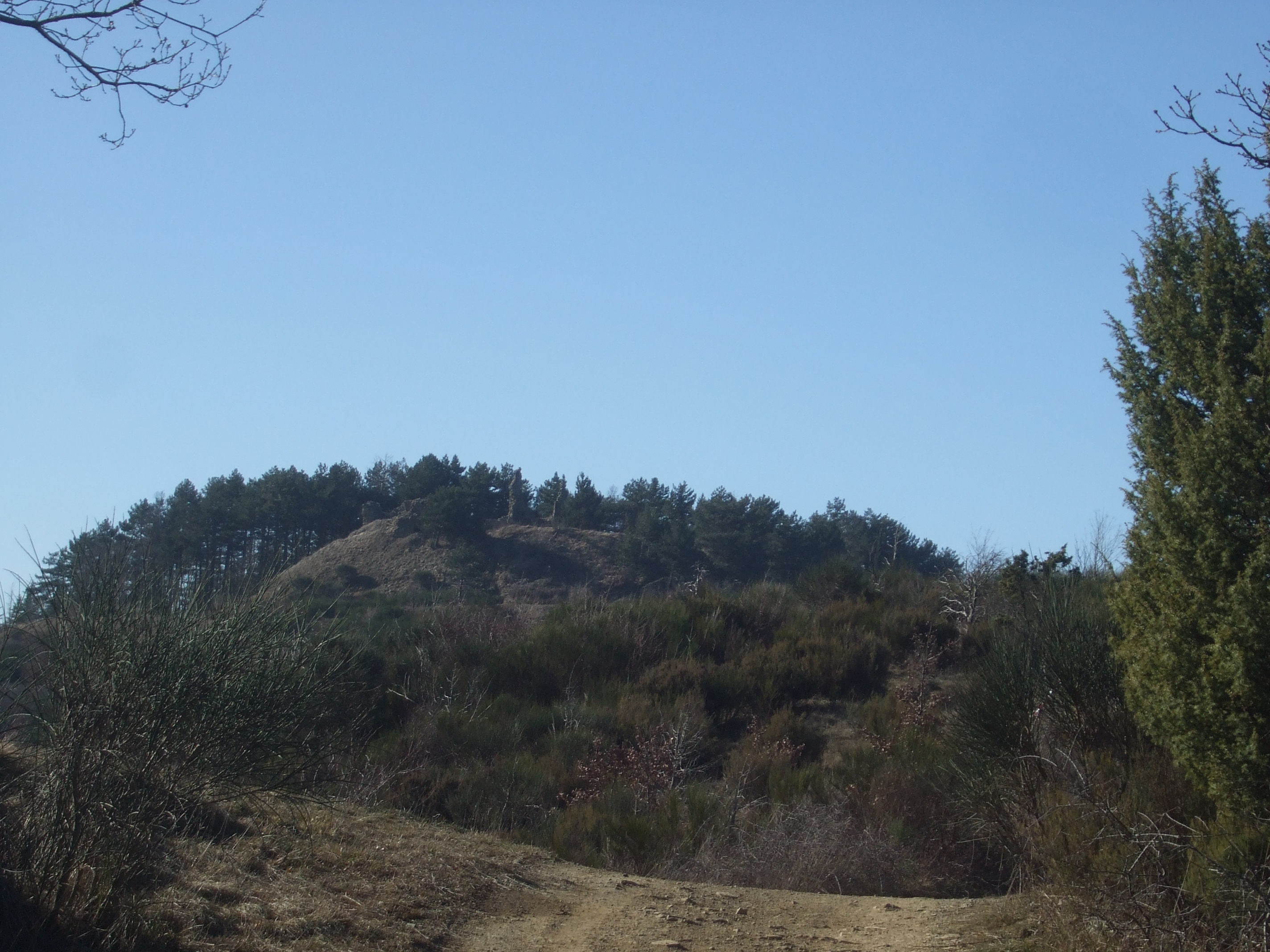
Complesso della Rocca Montanina visto dal valico

### Eremo di San Lorenzo

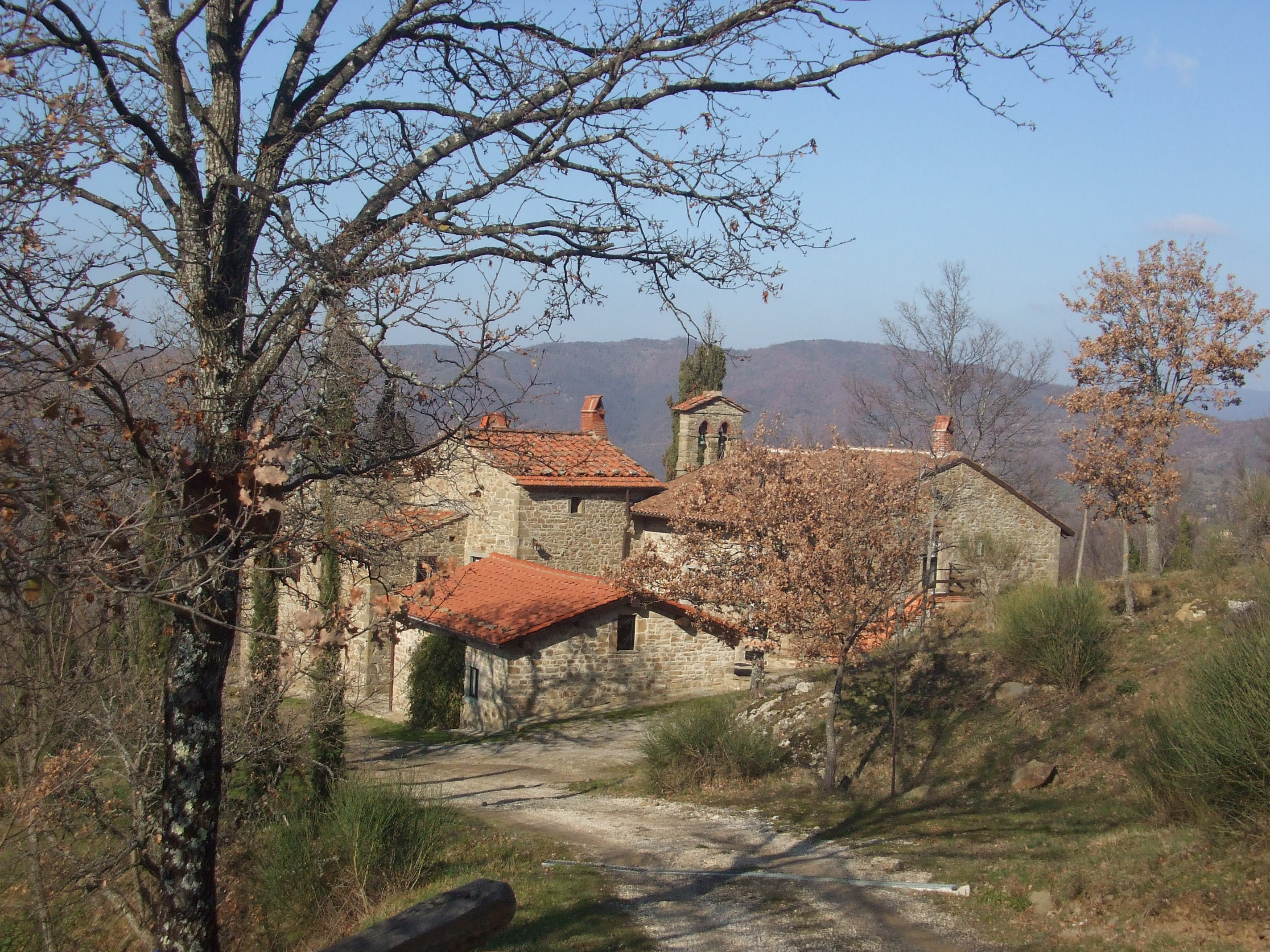
L'eremo di San Lorenzo alla Montanina
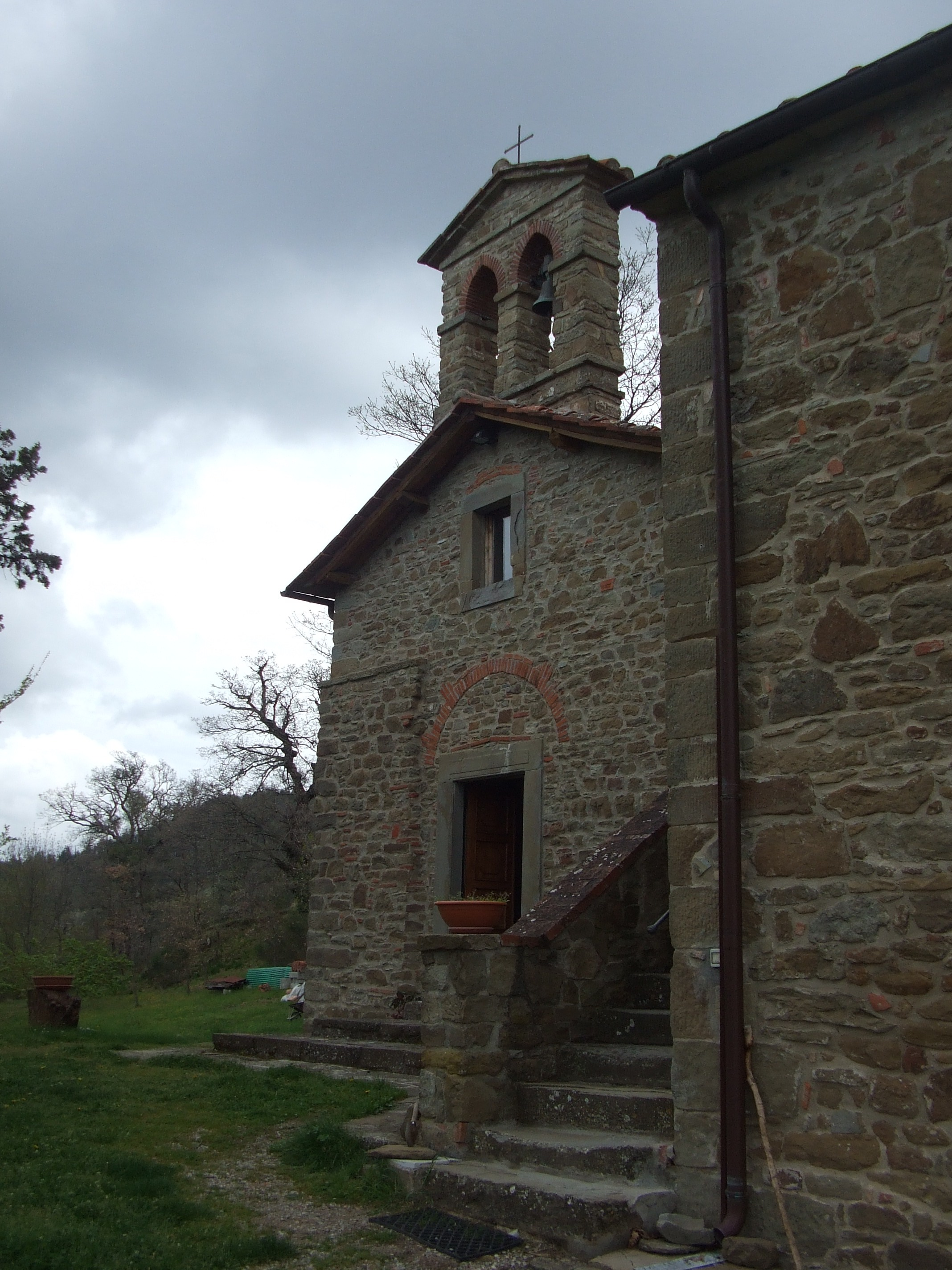
Facciata dell'eremo
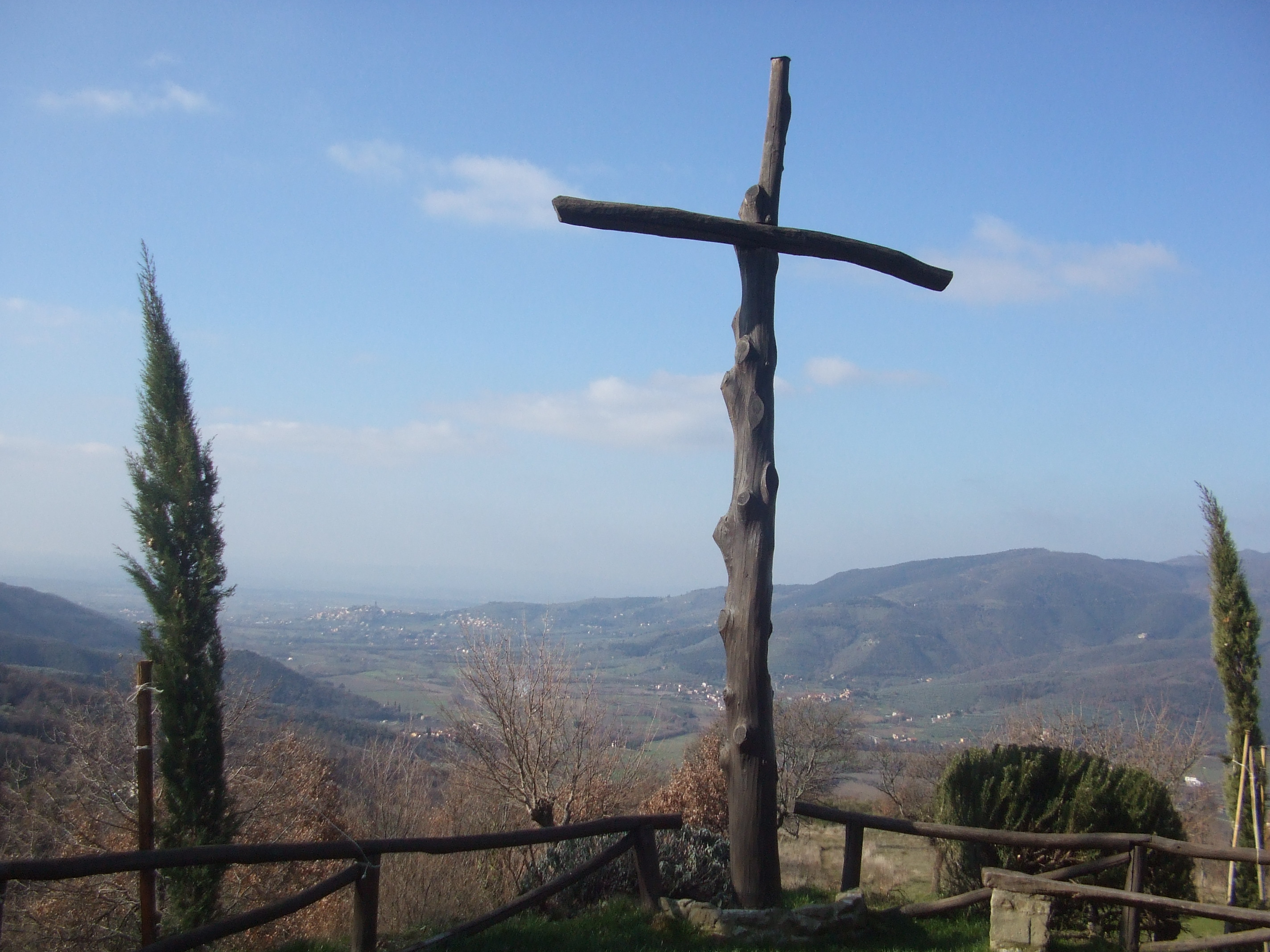
La Val di Chio vista dalla Croce dell'eremo di San Lorenzo
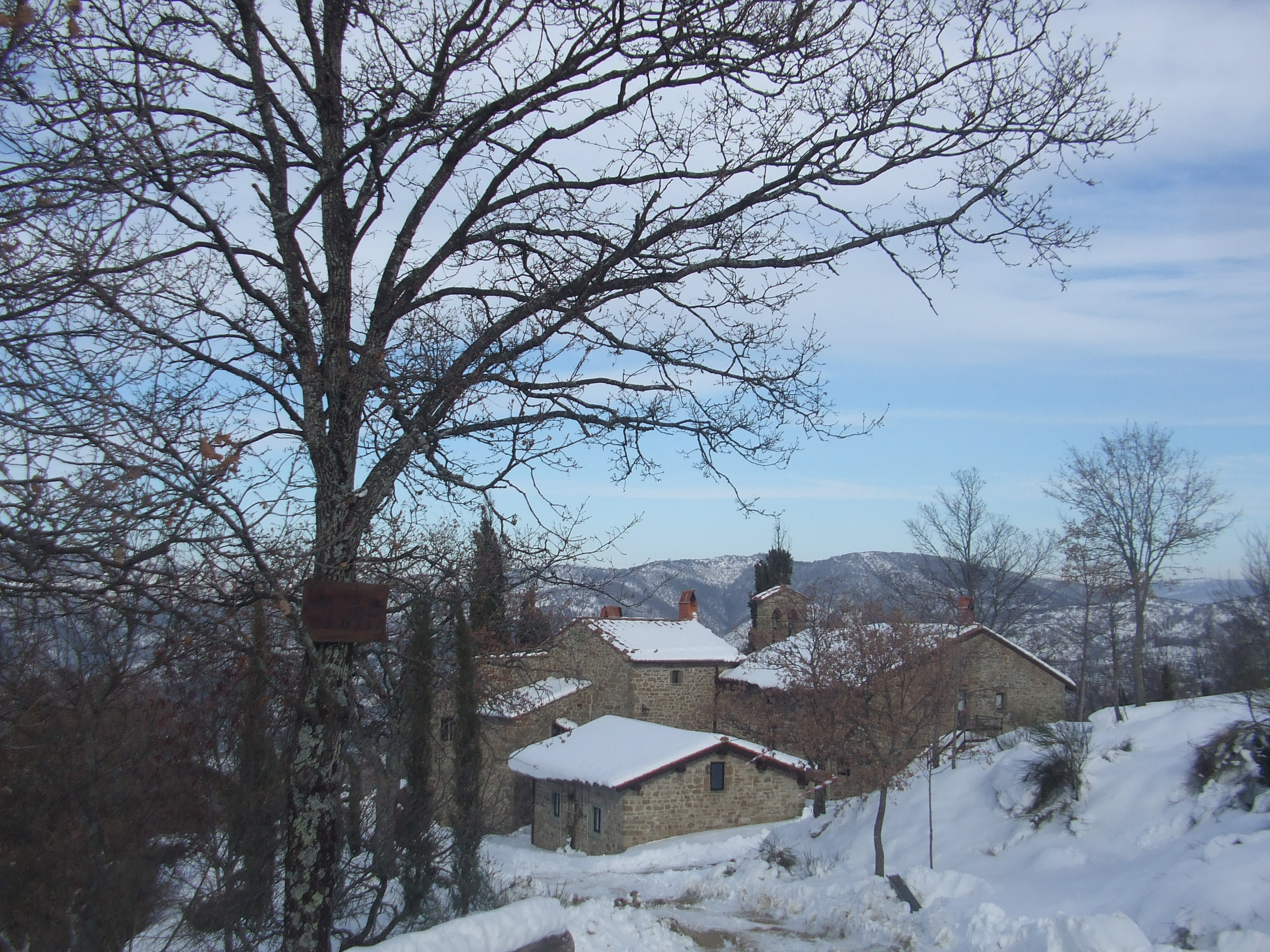
L'eremo sotto la neve
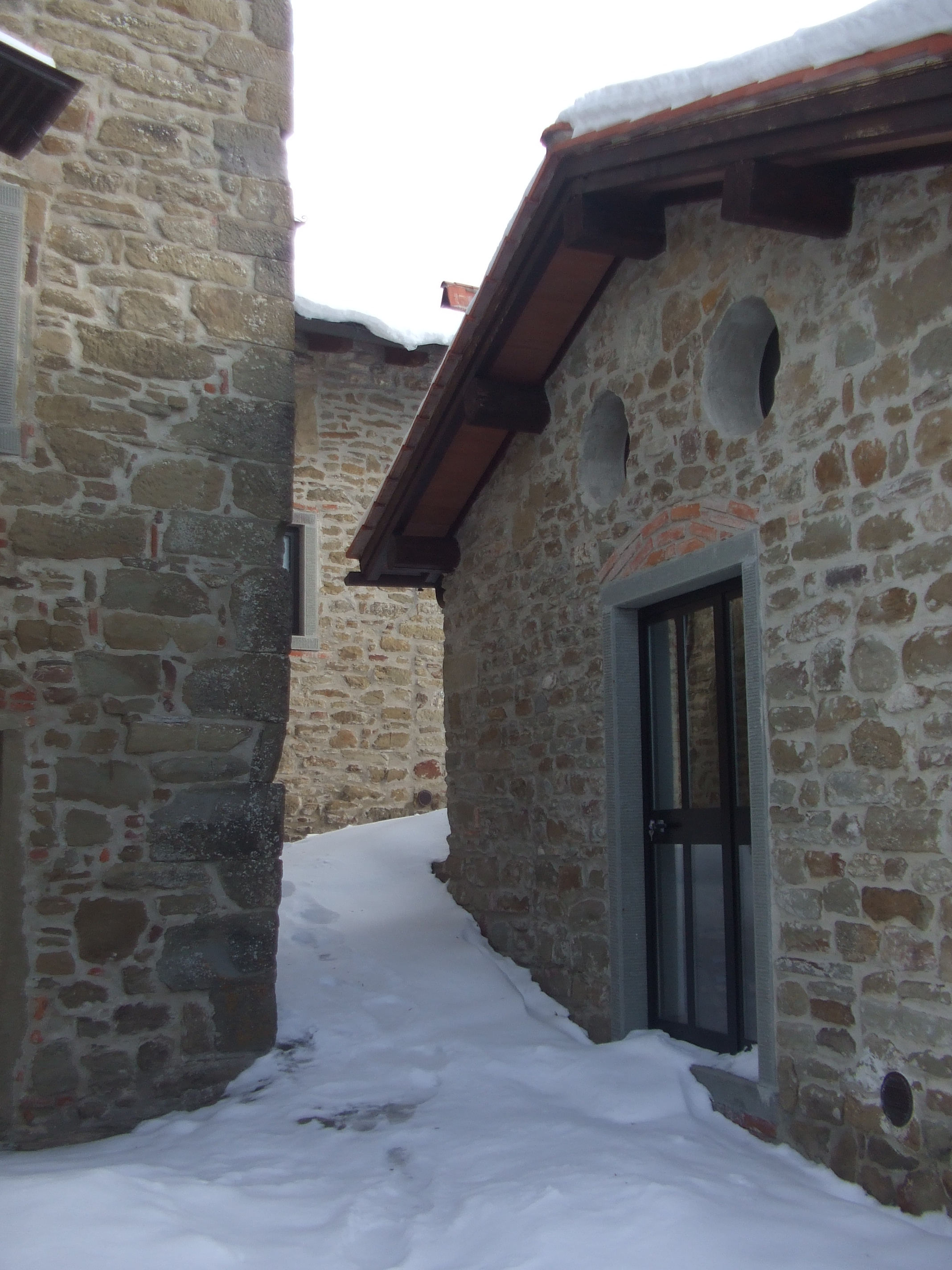
Un vicolo innevato del complesso

### Querceta di sotto

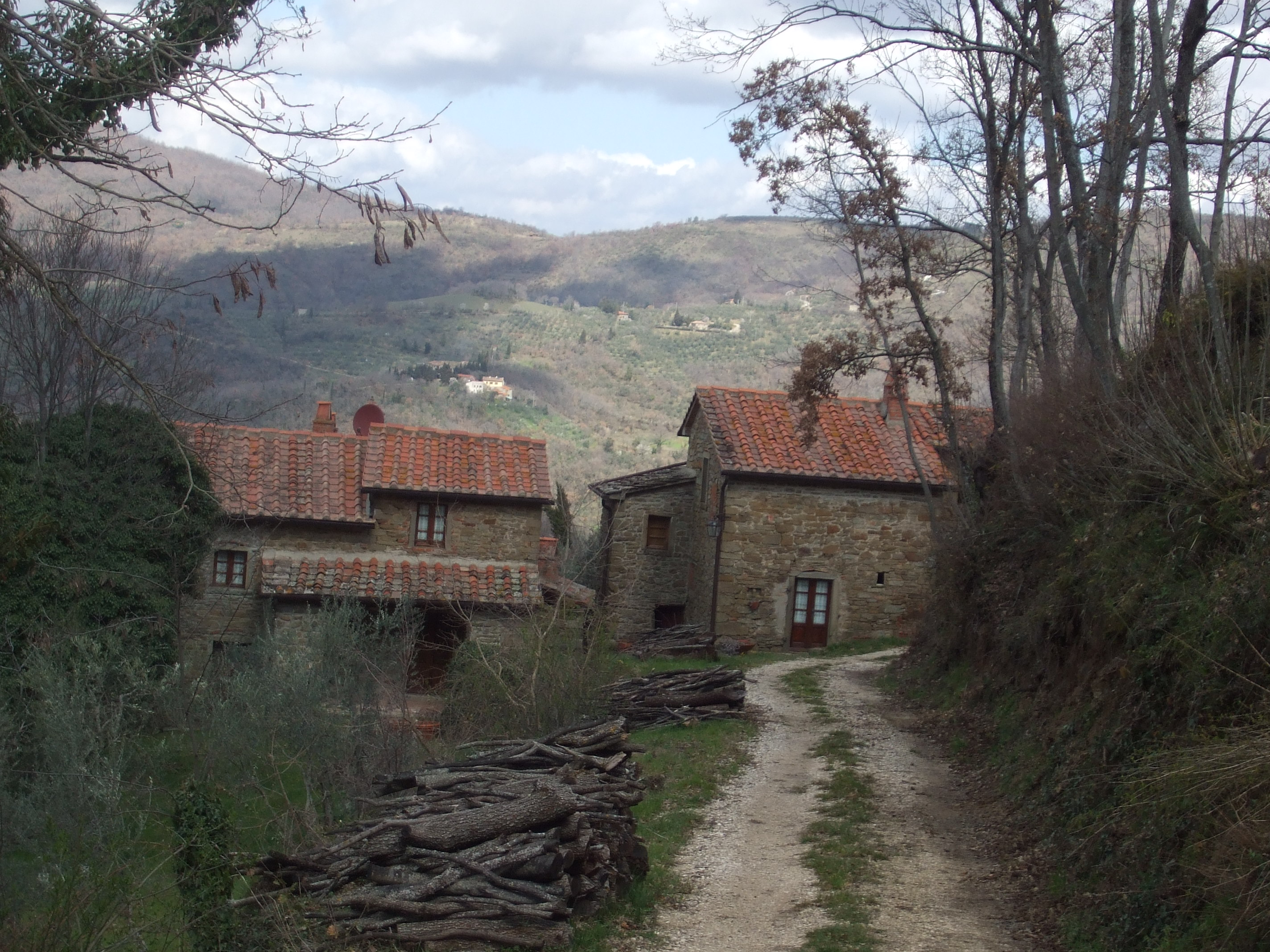
Ingresso al villaggio
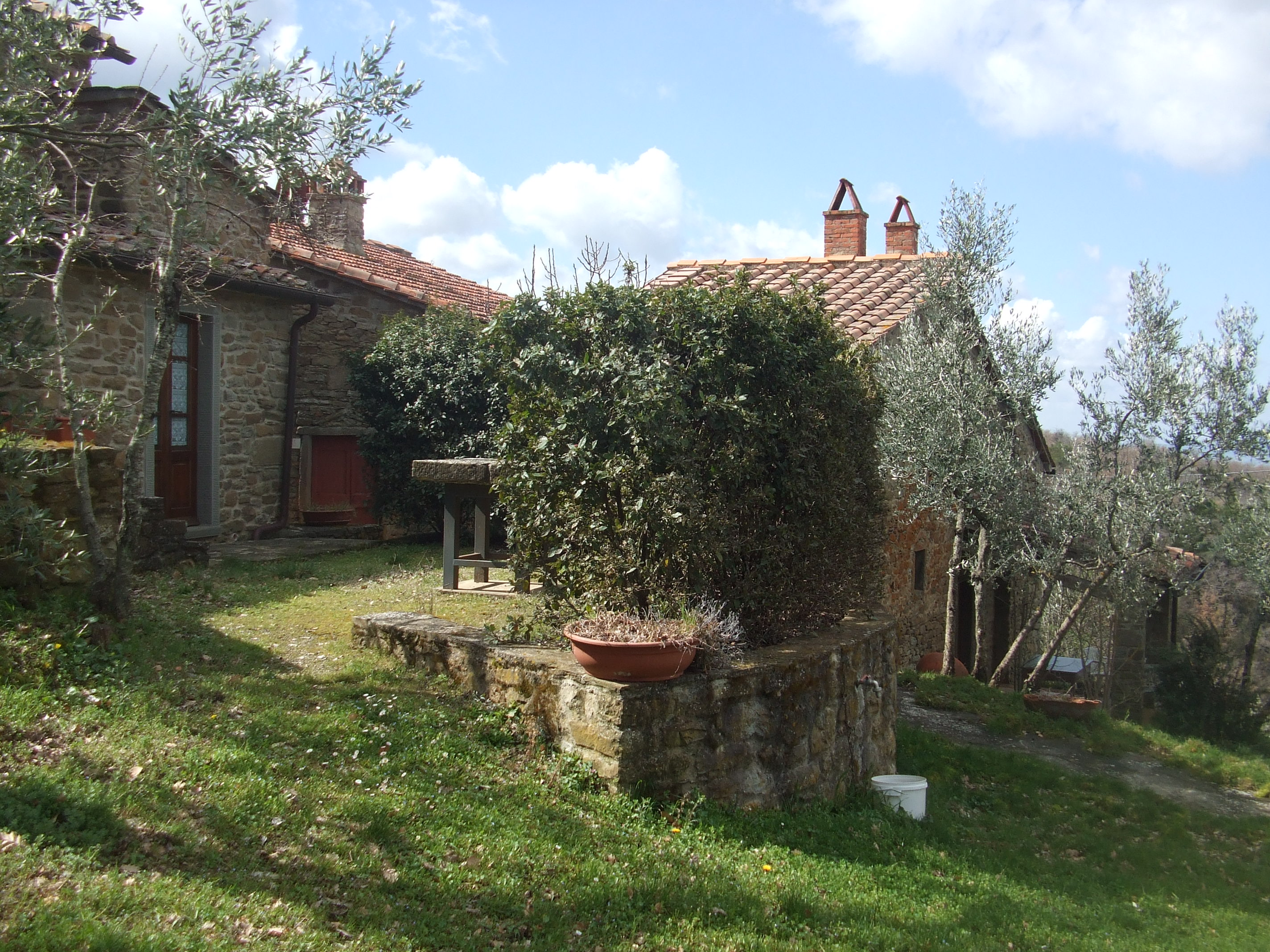
Case della Querceta
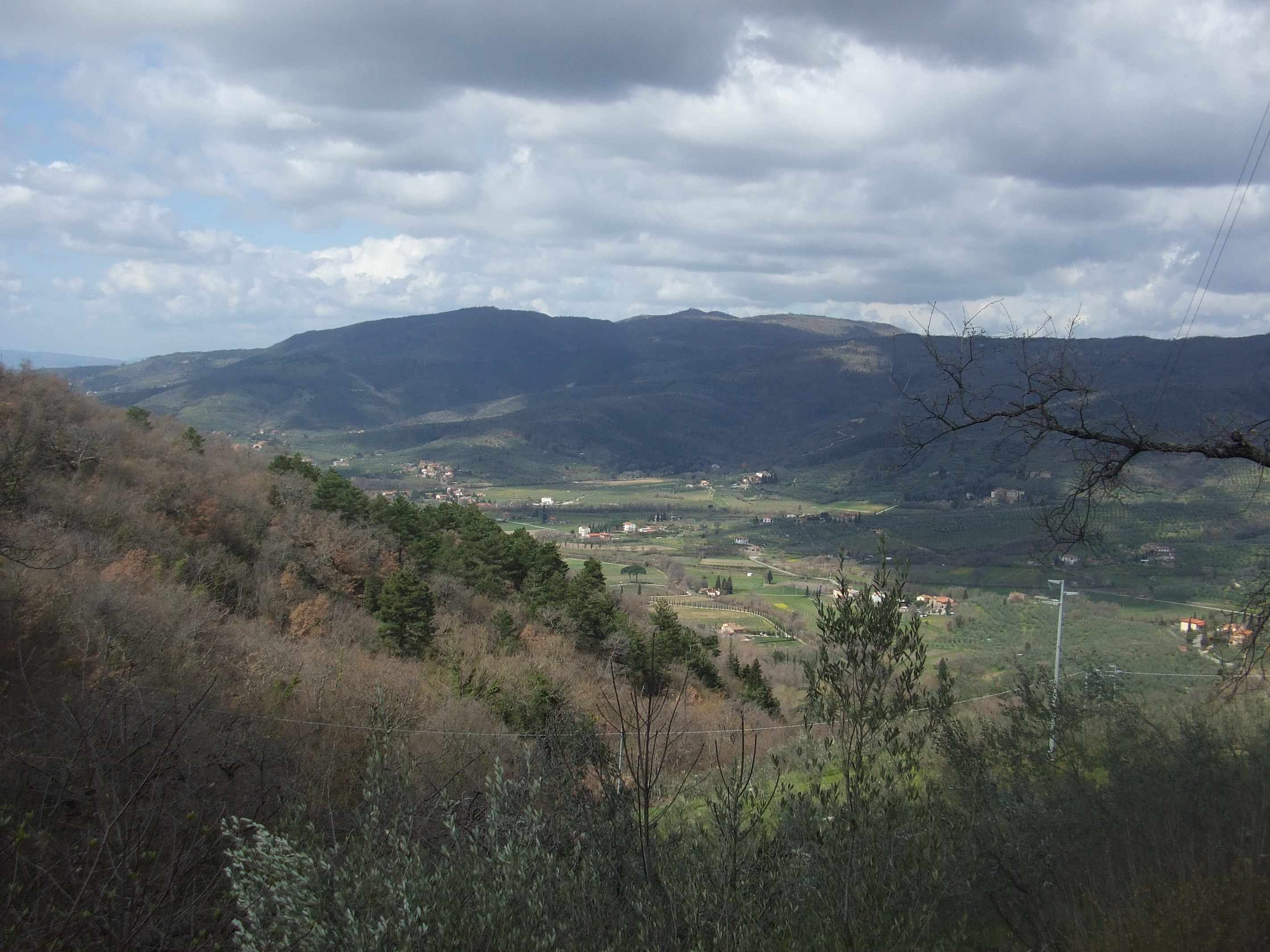
Scorcio della Val di Chio dalla Querceta
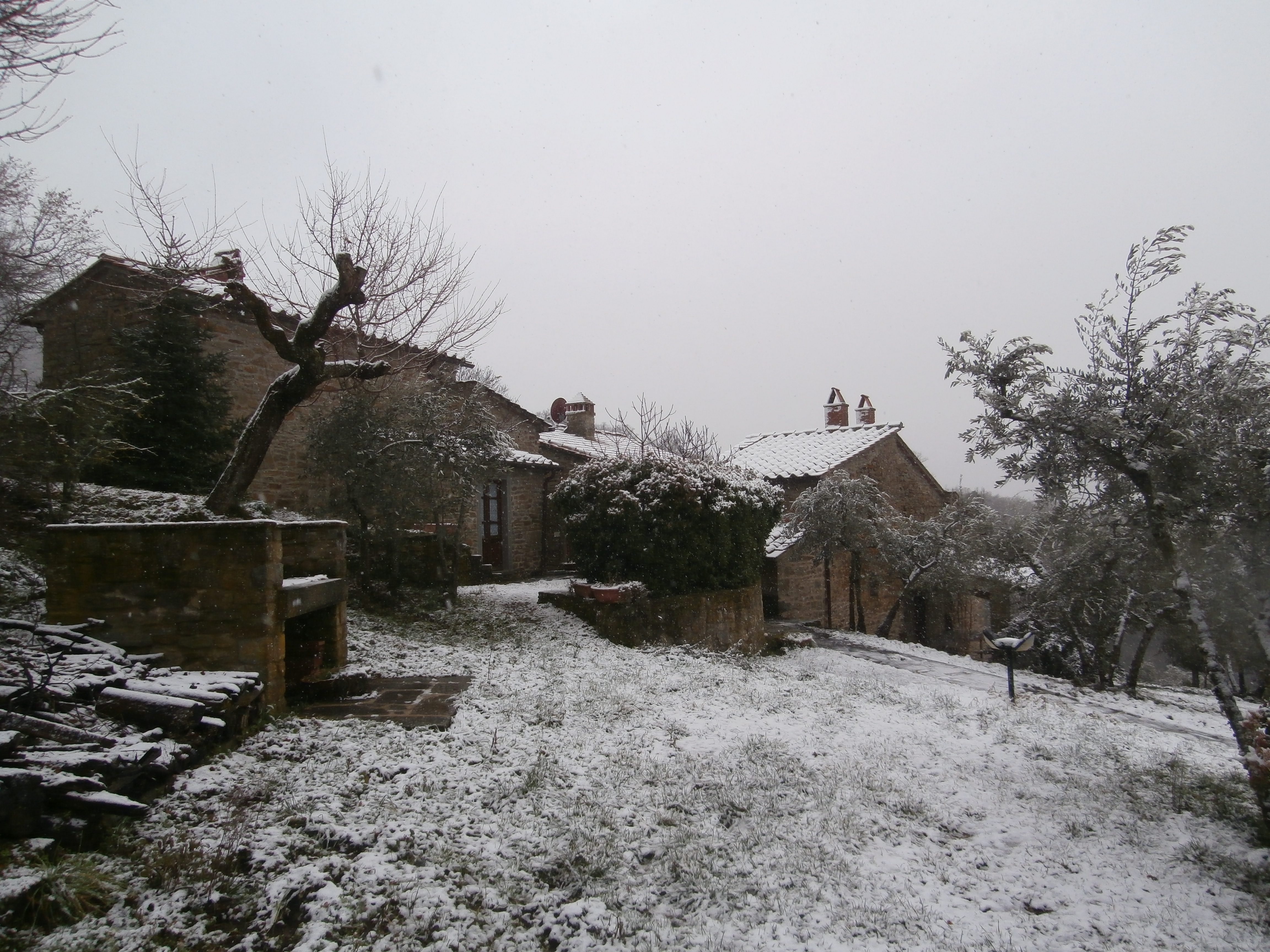
Querceta sotto la neve

### Ca' le Rolle

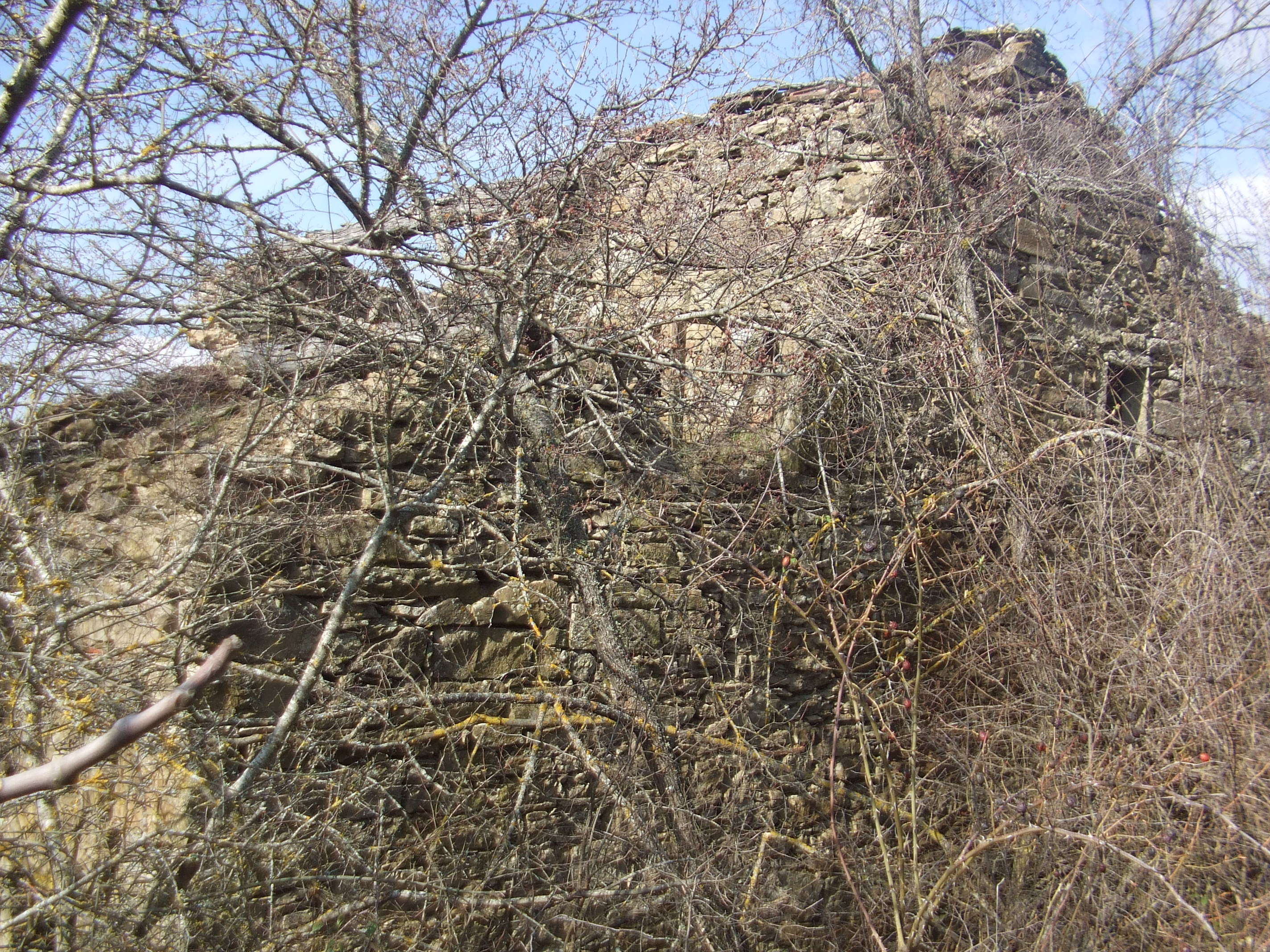
La casa delle Rolle
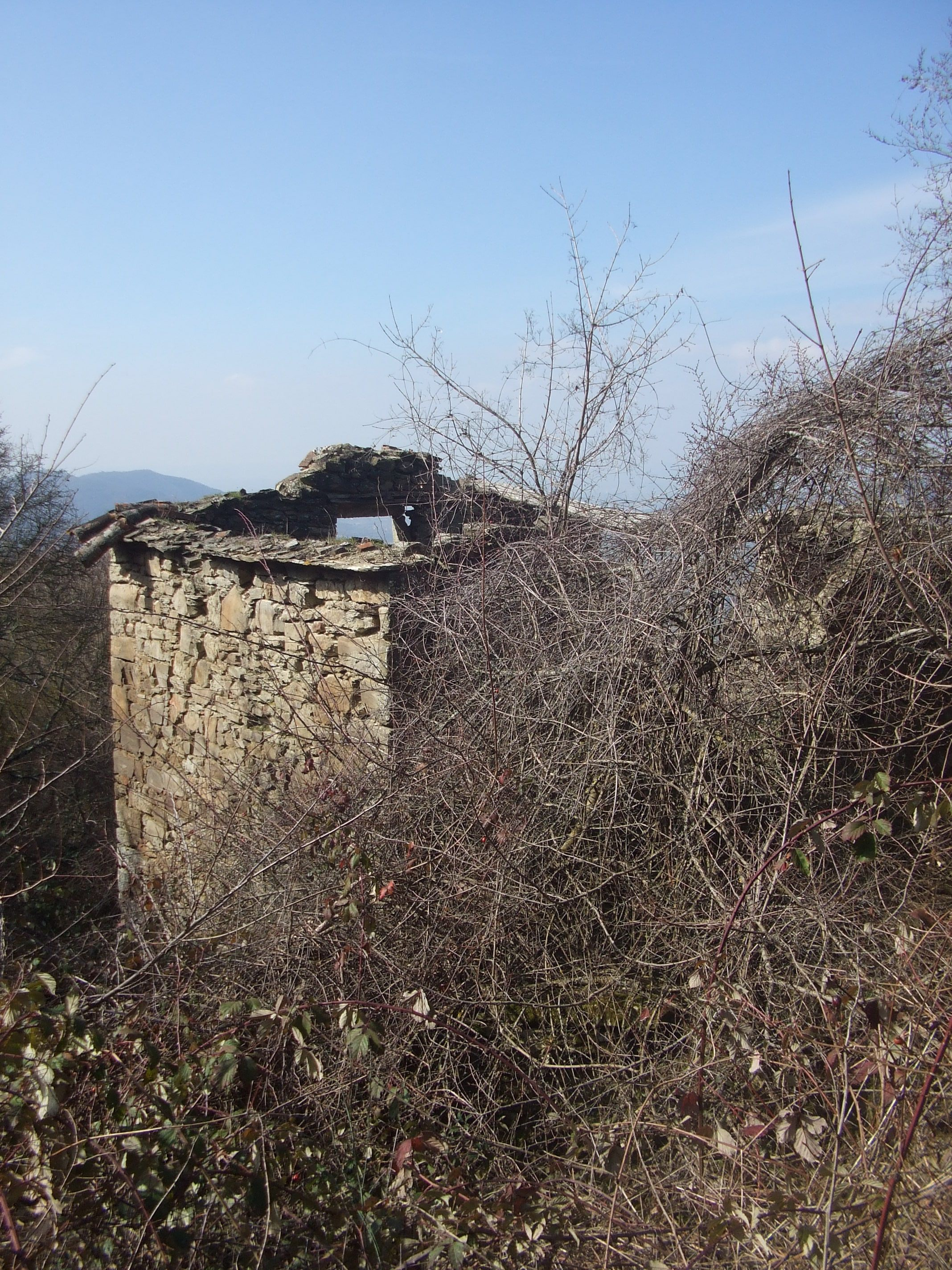
Stalla presso la casa delle Rolle
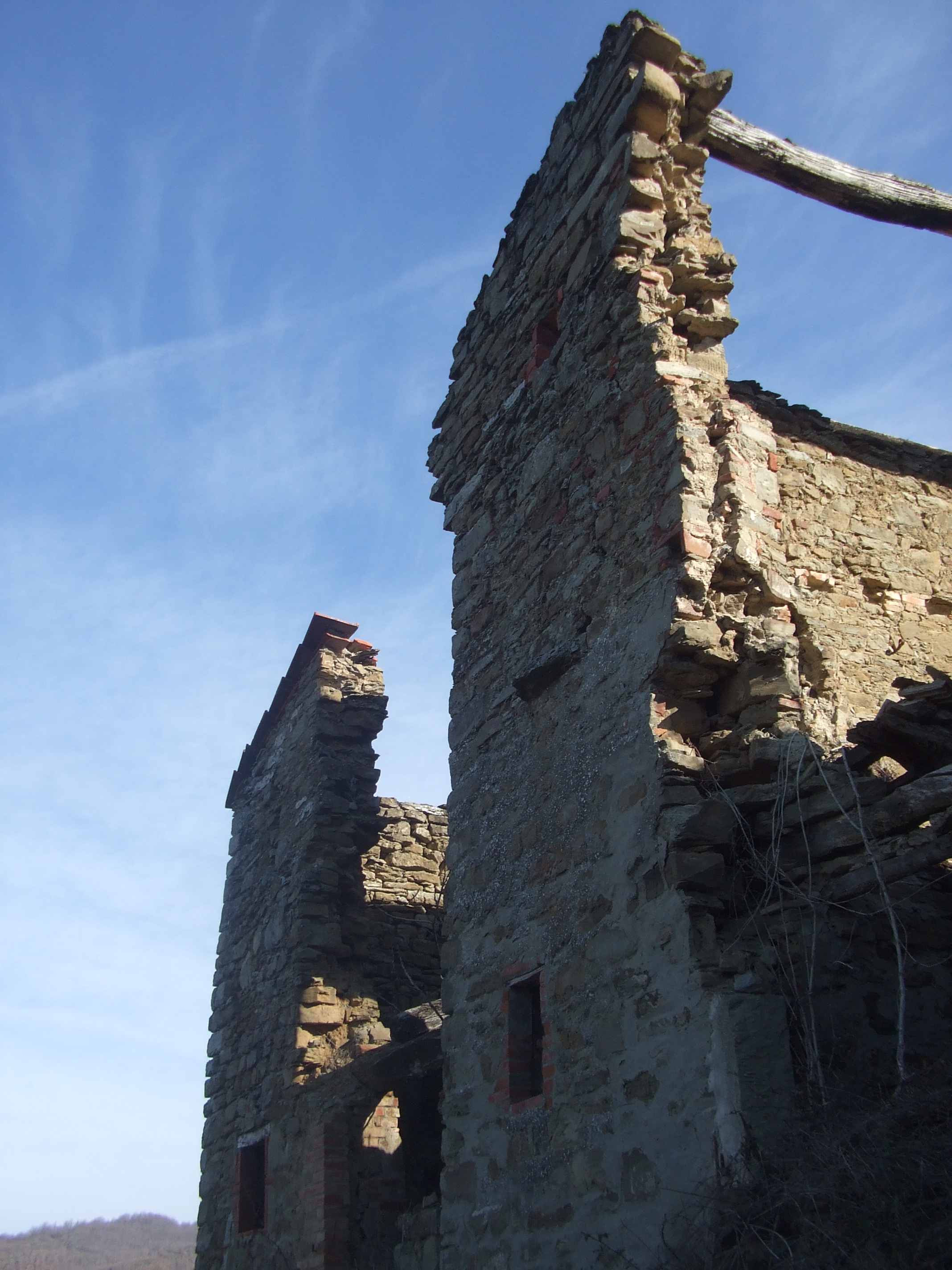
Ca' le Rolle: facciata
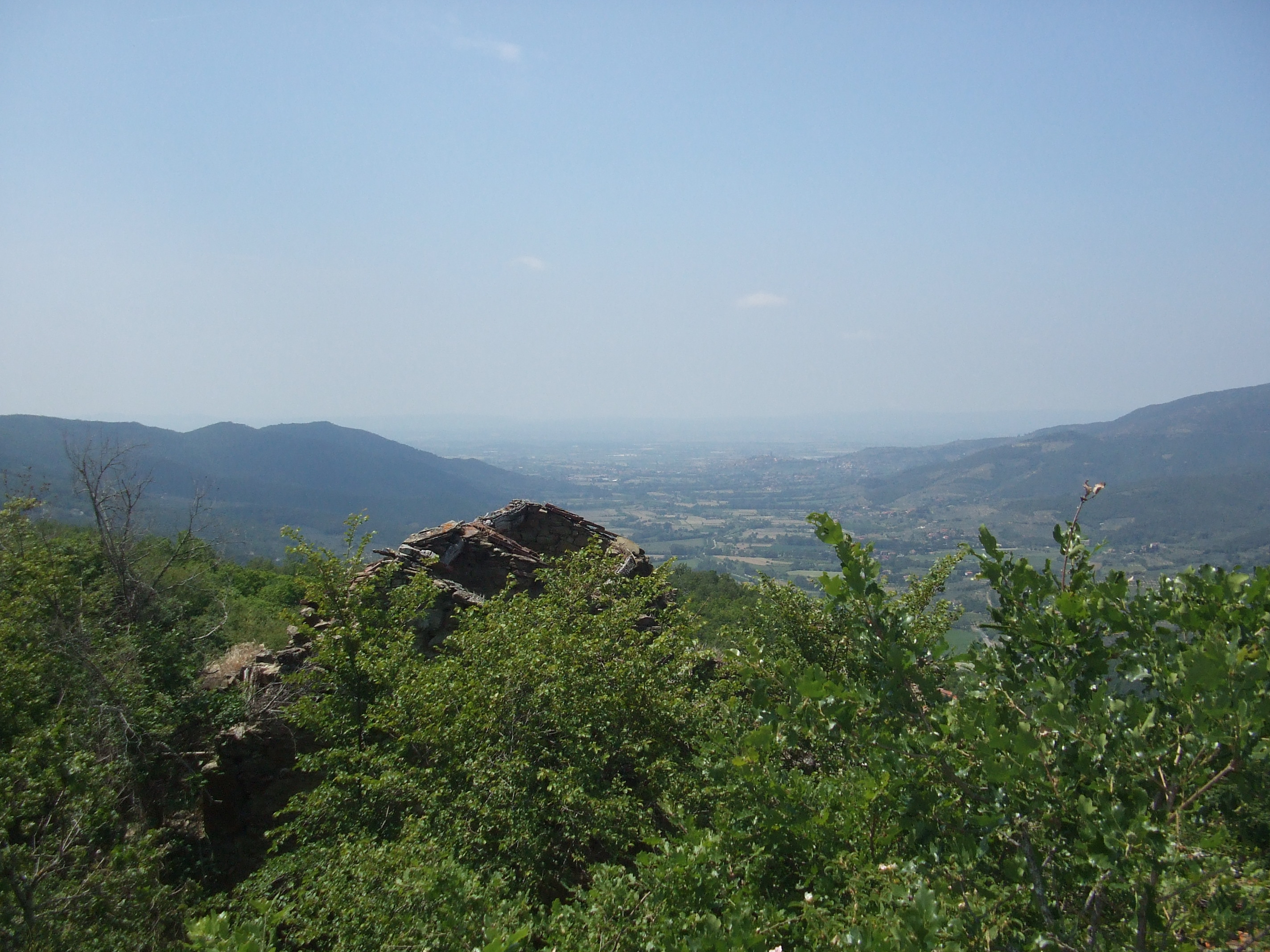
Panorama della Val di Chio dalla casa delle Rolle

### San Bartolomeo alle Fontanelle

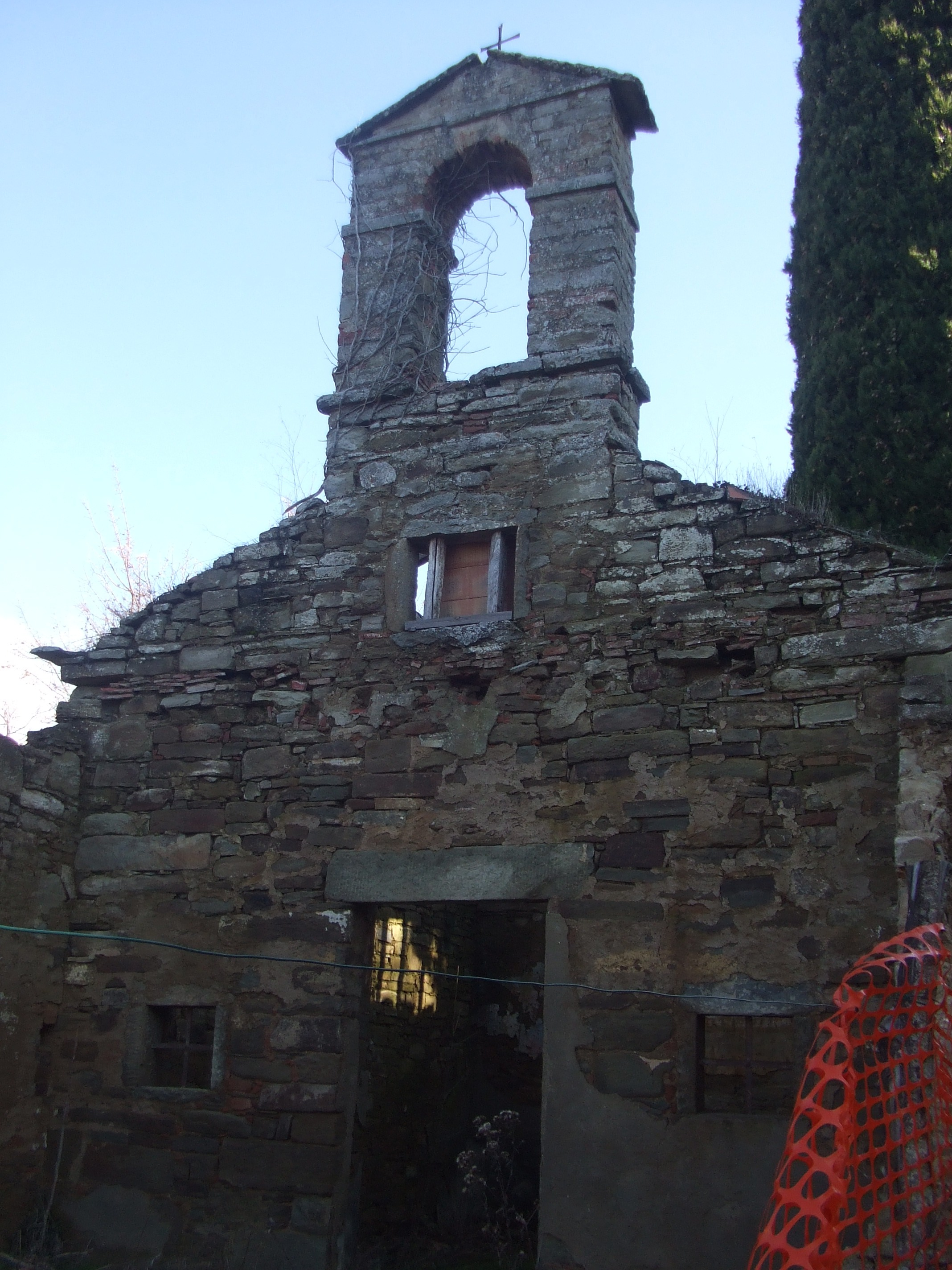
Chiesa di San Bartolomeo alle Fontanelle
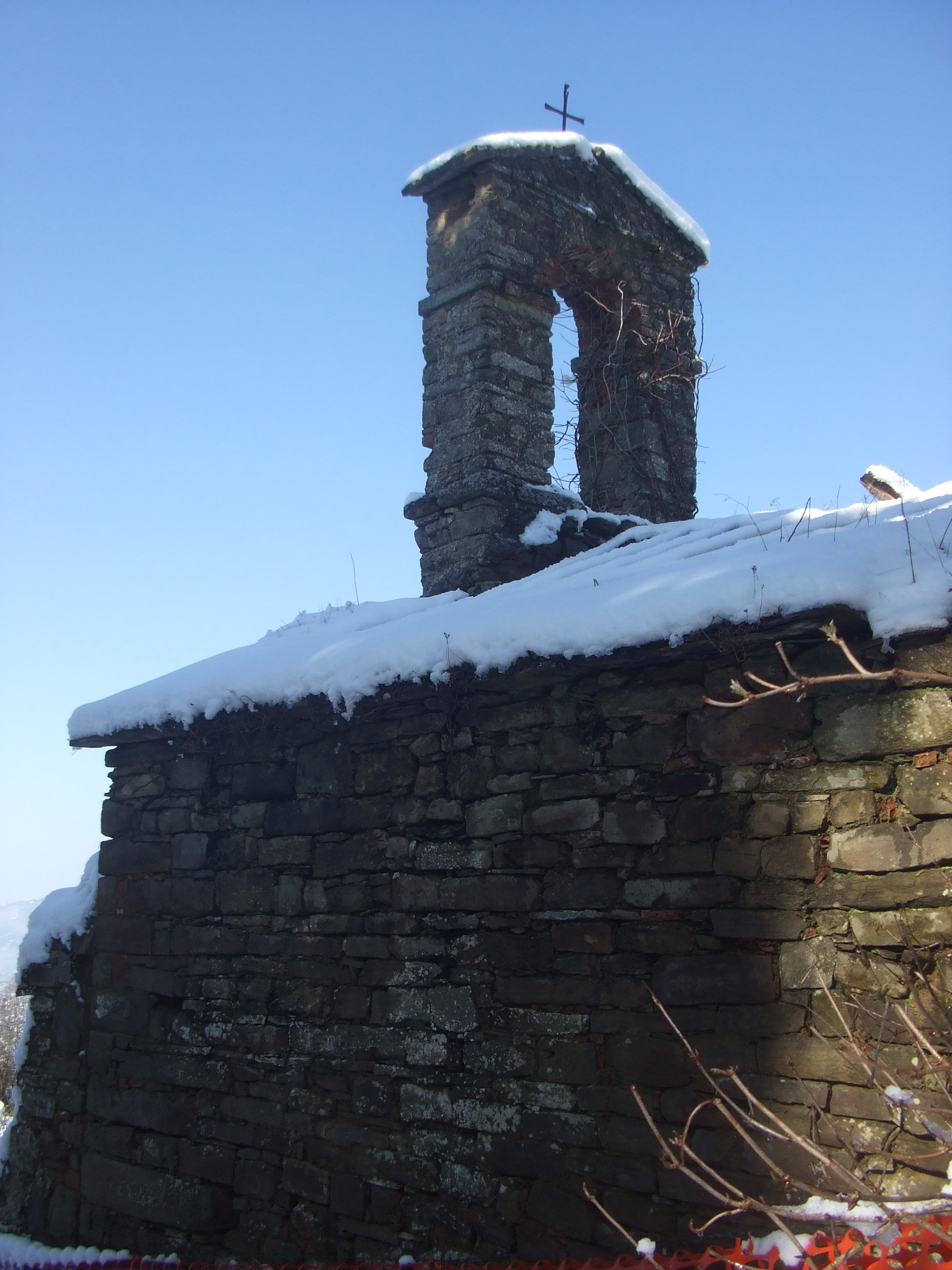
Campanile a vela della chiesa
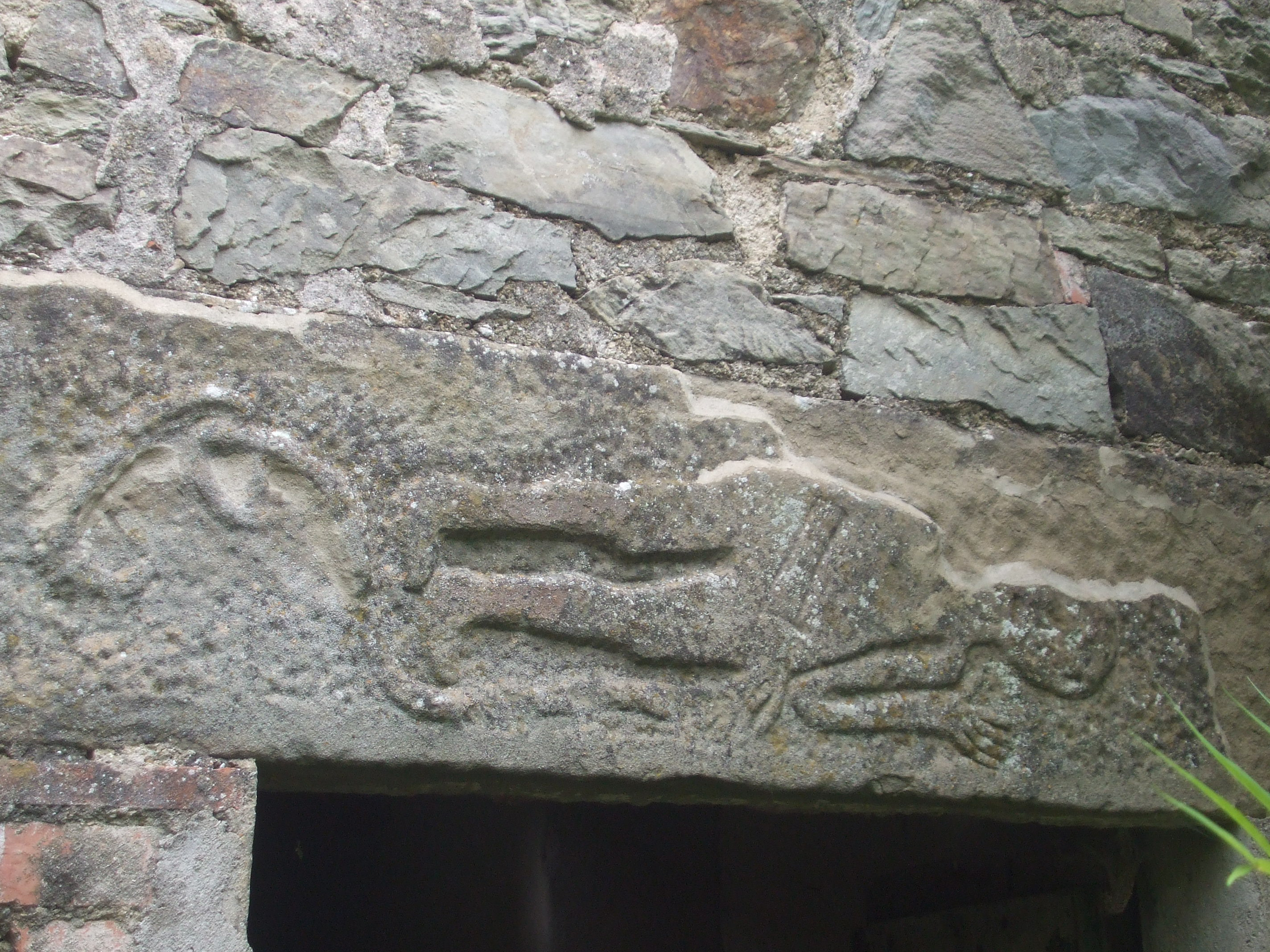
Incisione su portale raffigurante probabilmente San Michele
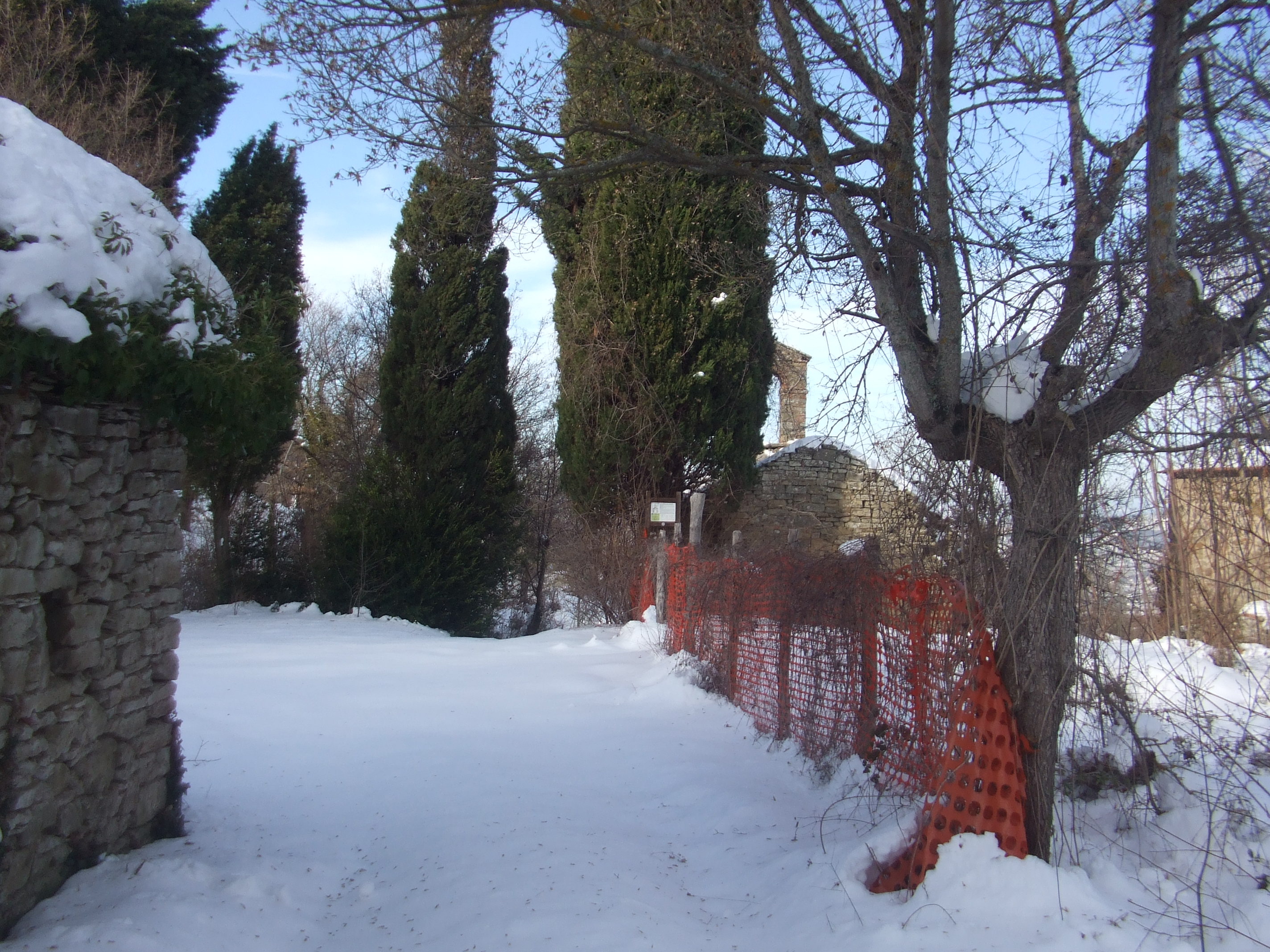
Ingresso al minuscolo borgo delle Fontanelle
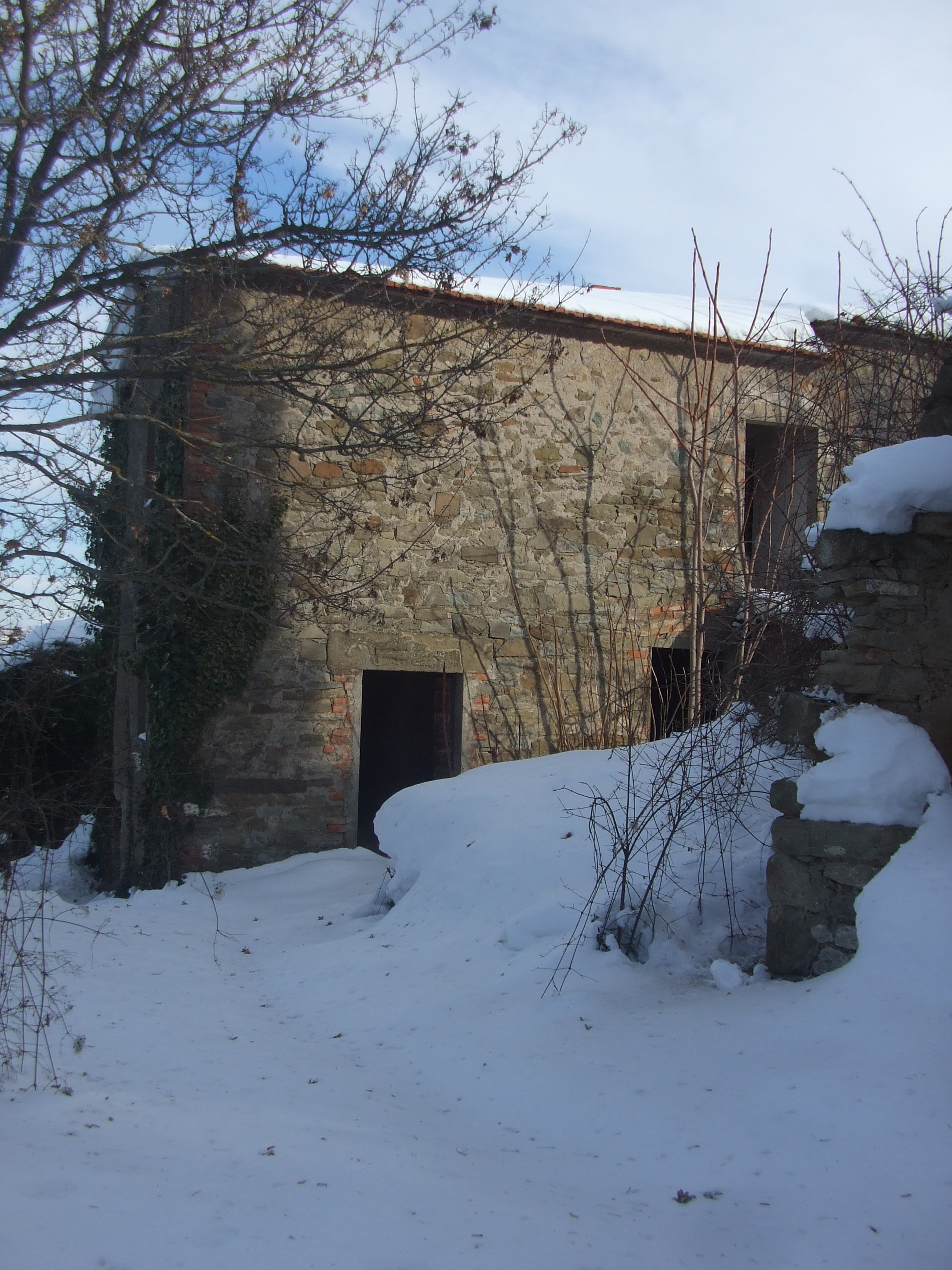
Casa abbandonata attigua alla chiesa

### Varie

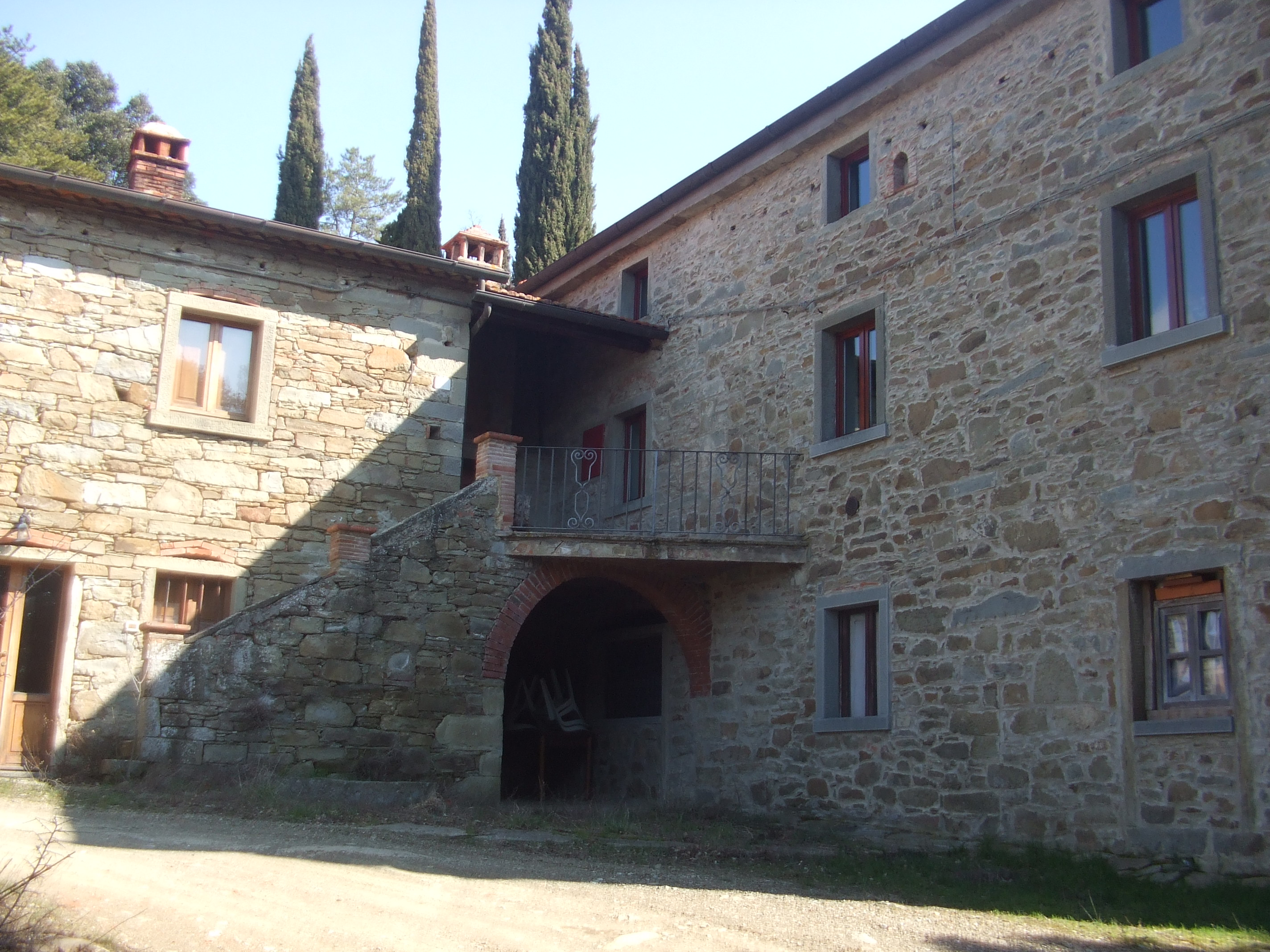
I Caldesi ovvero l'Osteria della Montanina
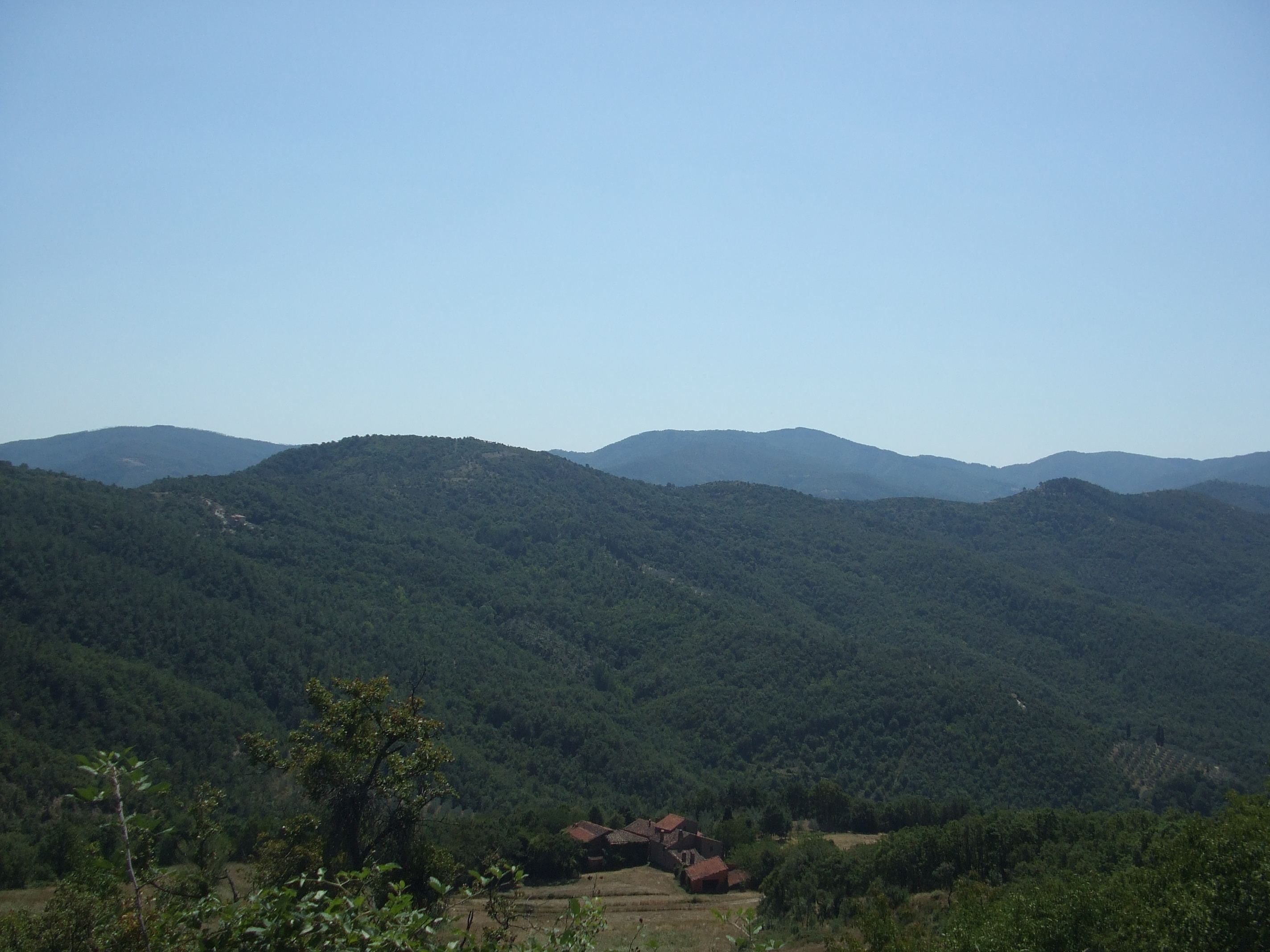
Poggio Montanina (a sinistra) e Rocca Montanina (a destra)
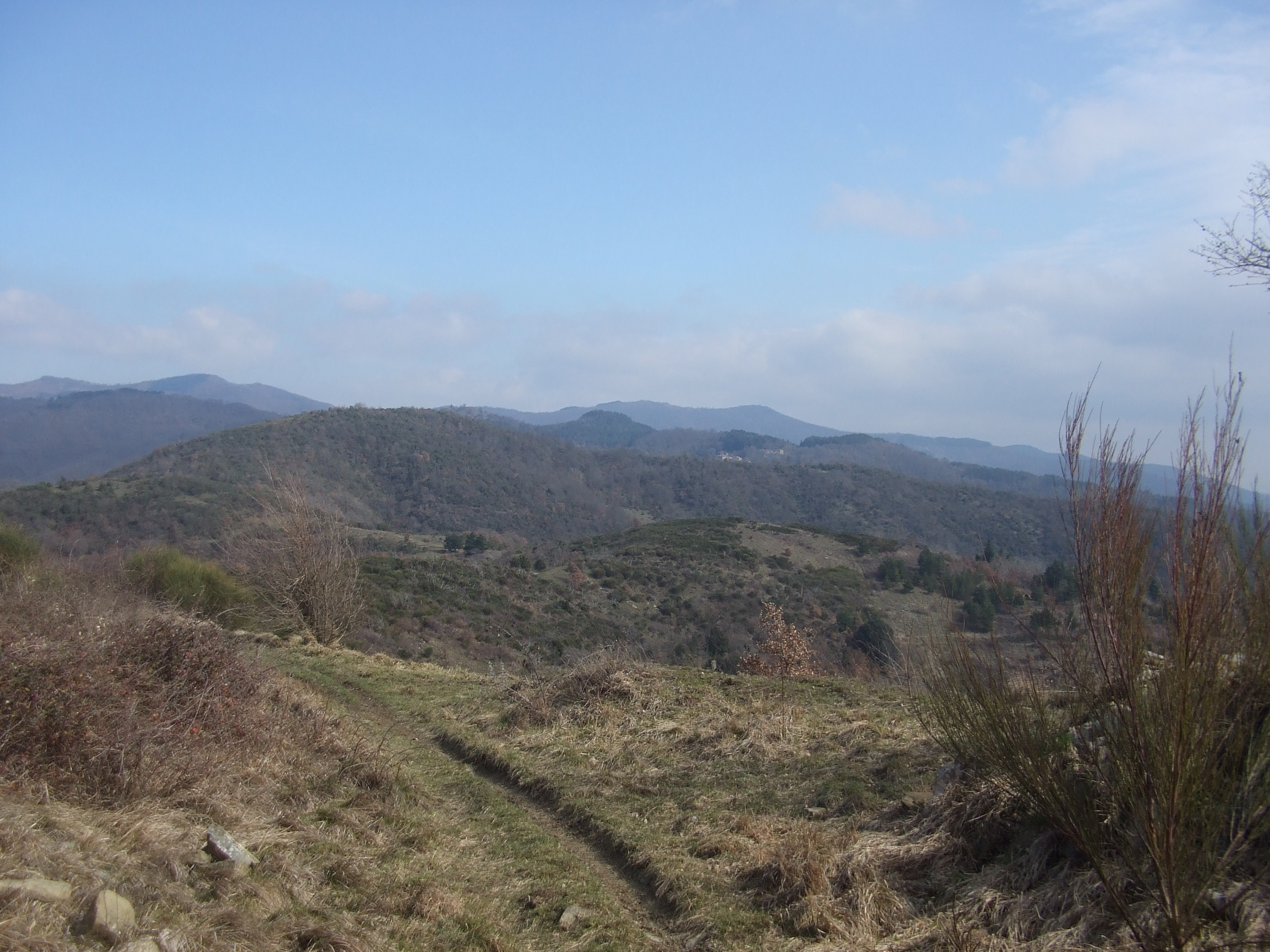
Panorama dalla rocca verso Ranchetto e il poggio Fontanina
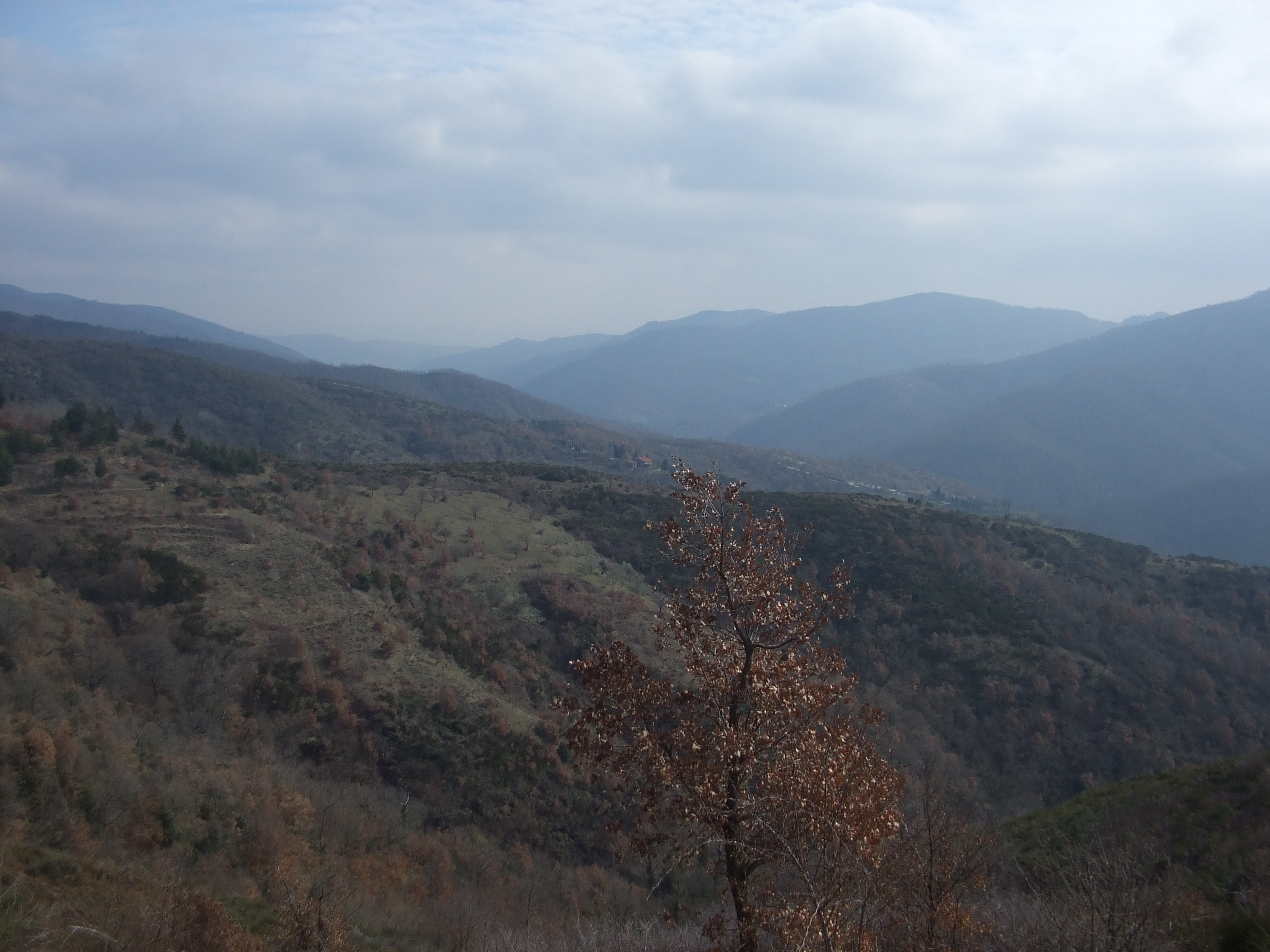
Panorama dalla rocca verso la valle del Nestore
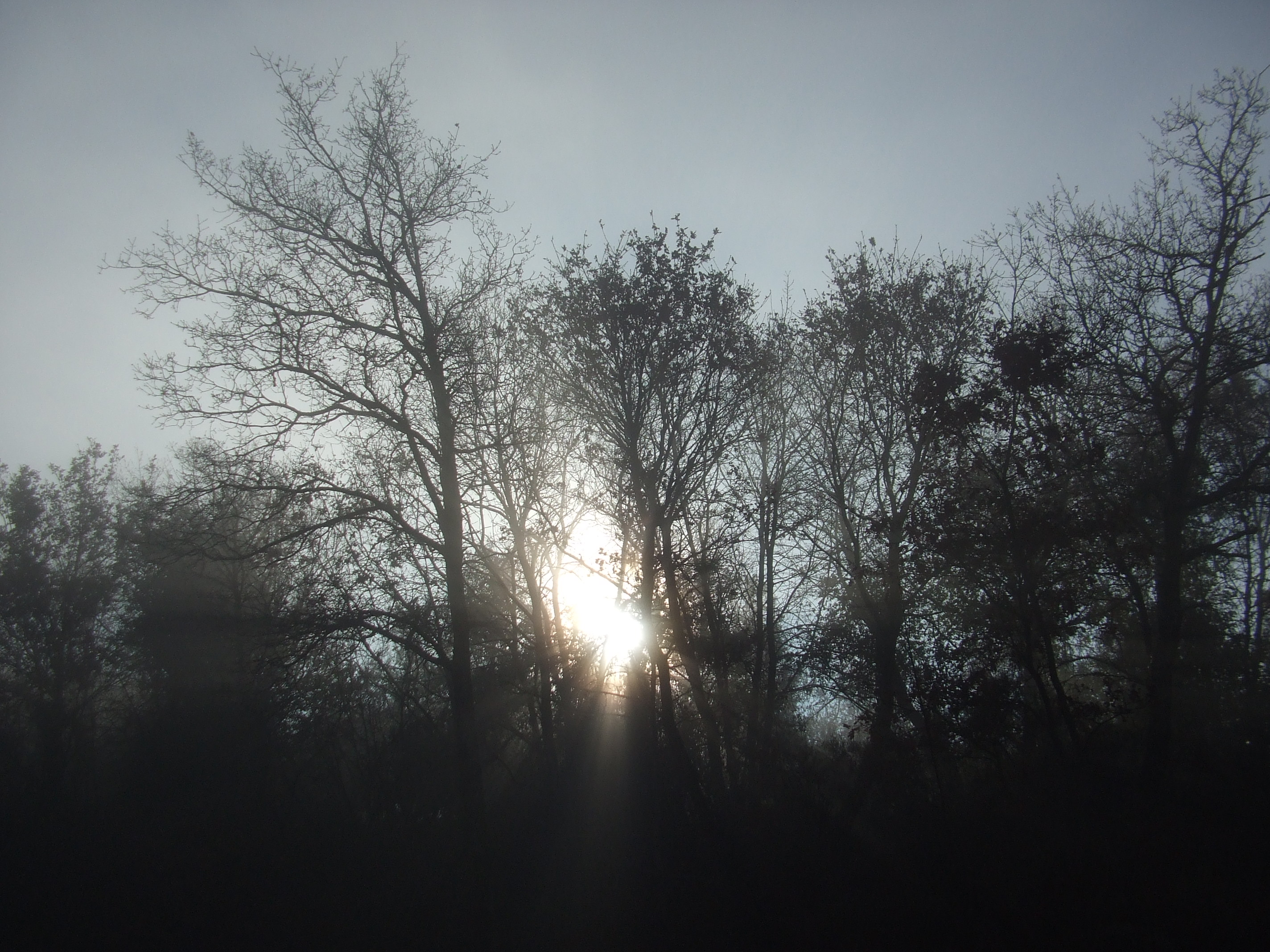
Sole che sorge nel bosco presso la Montanina
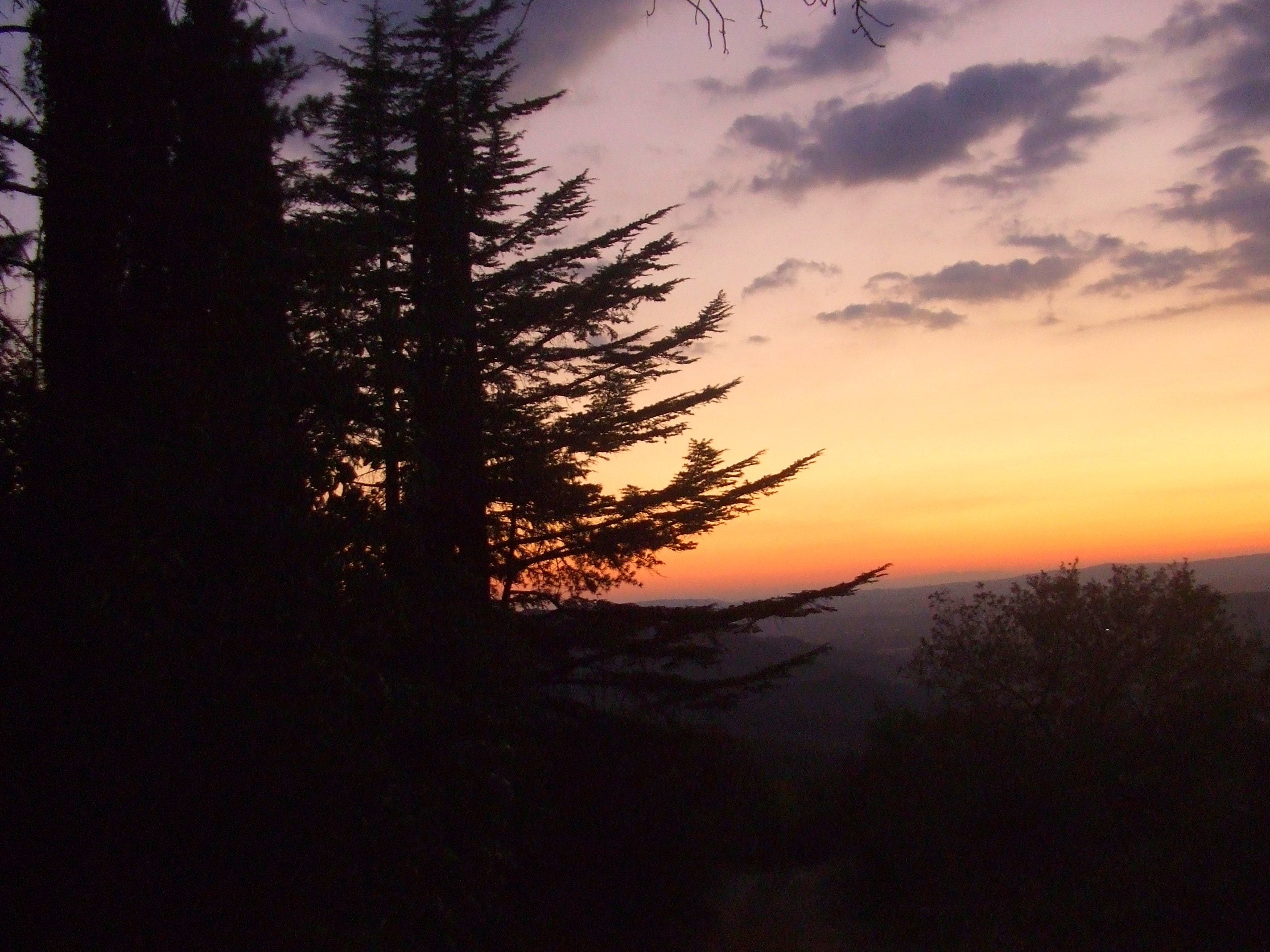
Tramonto sulla Val di Chio visto dalla sorgente della Montanina